# Bahnstrecke Berlin–Magdeburg
| Der „Potsdamer Bahnhof“ in Berlin, 1843 | |                                                                 |                                                                 |
| | |                                                                 |                                                                 |
| Streckennummer (DB): | 6110, 6125, 6177 6024 S-Bahn Wannsee–Potsdam |                                                                 |                                                                 |
| Kursbuchstrecke (DB): | 201 |                                                                 |                                                                 |
| Kursbuchstrecke: | 182, 183 (1934) 99a (Fernbahn Potsdamer Bf – Werder 1934) 94 (S-Bahn P-Griebnitzsee – P Hbf 1934) 156, 156f, 158f (Biederitz – Magdeburg Hbf 1934) 207 (Potsdam – Magdeburg Hbf 1946) 102b (Potsdam – Werder (Havel) 1946) 104b (Bln-Zehlendorf – Düppel 1946) 101 (S-Bahn P-Griebnitzsee – Potsdam 1946) |                                                                 |                                                                 |
| Streckenlänge: | 141,9 km |                                                                 |                                                                 |
| Spurweite: | 1435 mm (Normalspur) |                                                                 |                                                                 |
| Streckenklasse: | D4 |                                                                 |                                                                 |
| Stromsystem: | S-Bahn Berlin: 800 V = |                                                                 |                                                                 |
| Stromsystem: | Griebnitzsee–Magdeburg: 15 kV 16,7 Hz ~ |                                                                 |                                                                 |
| Streckengeschwindigkeit: | 160 km/h |                                                                 |                                                                 |
| Zugbeeinflussung: | PZB, ZBS |                                                                 |                                                                 |
| Zweigleisigkeit: | durchgehend |                                                                 |                                                                 |
| | |                                                                 |                                                                 |
| \| \| 0,00 \| Berlin Potsdamer Bahnhof \| Berlin Potsdamer Bahnhof \| \| \| \| Berlin Wannseebahnhof \| \| \| \| \| von Berlin Anhalter Bf \| \| \| \| \| Landwehrkanal \| \| \| \| \| nach Berlin Südkreuz \| \| \| \| 1,55 \| Berlin Potsdamer Gbf \| Berlin Potsdamer Gbf \| \| \| \| Berlin Yorckstraße (Großgörschenstraße) \| \| \| \| \| Berlin Großgörschenstraße (bis 1939) \| \| \| \| 2,52 \| Berlin Julius-Leber-Brücke \| Berlin Julius-Leber-Brücke \| \| \| \| \| \| \| \| \| Berlin-Schöneberg Ringbahn \| \| \| \| \| von der Ringbahn (Gütergleis) \| \| \| \| 3,91 \| Berlin-Schöneberg Betriebsbf \| Berlin-Schöneberg Betriebsbf \| \| \| 5,04 \| Berlin-Friedenau \| Berlin-Friedenau \| \| \| \| Berlin Feuerbachstraße \| \| \| \| 6,34 \| Berlin-Steglitz Gbf \| Berlin-Steglitz Gbf \| \| \| \| Berlin Rathaus Steglitz \| \| \| \| \| Berlin Botanischer Garten \| \| \| \| 9,40 \| Berlin-Lichterfelde West \| Berlin-Lichterfelde West \| \| \| \| nach Schönow/Zehlendorf \| \| \| \| \| Berlin Sundgauer Straße \| \| \| \| 12,06 \| Berlin-Zehlendorf (Reaktivierung im Regionalverkehr vorgesehen) \| Berlin-Zehlendorf (Reaktivierung im Regionalverkehr vorgesehen) \| \| \| \| nach Berlin-Wannsee \| \| \| \| 13,22 \| Zehlendorf Süd \| Zehlendorf Süd \| \| \| 14,65 \| Düppel (Reaktivierung im Regionalverkehr vorgesehen) \| Düppel (Reaktivierung im Regionalverkehr vorgesehen) \| \| \| \| Landesgrenze Berlin / Brandenburg \| \| \| \| 16,36 \| Bk Machnow \| Bk Machnow \| \| \| \| heutige Trasse der A 115 \| \| \| \| \| Europarc-Dreilinden (Neubau vorgesehen) \| \| \| \| \| Bahnstrecke Berlin-Wannsee–Stahnsdorf \| \| \| \| \| ehemalige Trasse der A 115 \| \| \| \| \| Landesgrenze Brandenburg / Berlin \| \| \| \| 19,95 \| Bk Stolperweg \| Bk Stolperweg \| \| \| \| Teltowkanal \| \| \| \| \| Landesgrenze Berlin / Brandenburg \| \| \| \| 20,90 \| Wetzlarer Bahn \| Wetzlarer Bahn \| \| \| \| von Berlin-Wannsee \| \| \| \| 21,86 \| Potsdam Griebnitzsee \| Potsdam Griebnitzsee \| \| \| 23,69 \| Bk Lindenstraße \| Bk Lindenstraße \| \| \| \| Potsdam-Babelsberg \| \| \| \| \| Nuthe \| \| \| \| 26,12 \| Potsdam Hbf \| Potsdam Hbf \| \| \| \| B 2 \| \| \| \| \| Havel \| \| \| \| 28,15 \| Potsdam Charlottenhof \| Potsdam Charlottenhof \| \| \| \| B 1 \| \| \| \| \| von und nach Beelitz \| \| \| \| 29,66 \| Potsdam Park Sanssouci \| Potsdam Park Sanssouci \| \| \| \| nach Golm \| \| \| \| \| Berliner Außenring \| \| \| \| 33,22 \| Bk Kuhfort \| Bk Kuhfort \| \| \| \| von Golm und Saarmund \| \| \| \| \| Havel \| \| \| \| 36,00 \| Werder (Havel) \| Werder (Havel) \| \| \| \| A 10 \| \| \| \| 41,19 \| Bk Kemnitz \| Bk Kemnitz \| \| \| 46,75 \| Groß Kreutz \| Groß Kreutz \| \| \| \| nach Lehnin \| \| \| \| 50,19 \| Götz \| Götz \| \| \| 55,90 \| Abzw Gollwitz \| Abzw Gollwitz \| \| \| \| Emster Kanal \| \| \| \| \| B 1, B 102 \| \| \| \| 61,32 \| Brandenburg Hbf \| Brandenburg Hbf \| \| \| \| nach Rathenow und Bad Belzig \| \| \| \| \| Brandenburgische Städtebahn \| \| \| \| 64,90 \| Bk Wilhelmsdorf \| Bk Wilhelmsdorf \| \| \| 68,30 \| Malge \| Malge \| \| \| 72,00 \| Gränert \| Gränert \| \| \| 73,06 \| Kirchmöser \| Kirchmöser \| \| \| 76,54 \| Wusterwitz \| Wusterwitz \| \| \| \| nach Ziesar \| \| \| \| 80,23 \| Bk Herrenholzer \| Bk Herrenholzer \| \| \| \| Landesgrenze Brandenburg / Sachsen-Anhalt \| \| \| \| 83,10 \| Kade \| Kade \| \| \| 85,63 \| Belicke \| Belicke \| \| \| \| von Schönhausen (Elbe) und von Milow \| \| \| \| 91,52 \| Genthin \| Genthin \| \| \| \| B 1, B 107 \| \| \| \| 94,97 \| Bk Altenplathow \| Bk Altenplathow \| \| \| 98,8 \| Bergzow-Parchen \| Bergzow-Parchen \| \| \| 101,76 \| Bk Parey \| Bk Parey \| \| \| \| von Jerichow und von Ziesar \| \| \| \| 106,20 \| Güsen (Kr Genthin) \| Güsen (Kr Genthin) \| \| \| 117,62 \| Burg (b Magdeburg) \| Burg (b Magdeburg) \| \| \| \| \| \| \| \| 120,81 \| Bk Detershagen \| Bk Detershagen \| \| \| \| A 2 \| \| \| \| 123,9 \| Niegripp \| Niegripp \| \| \| 124,98 \| Möser \| Möser \| \| \| 128,10 \| Hohenwarthe \| Hohenwarthe \| \| \| 131,70 \| Lostau \| Lostau \| \| \| 134,50 \| Gerwisch (alter Bf) \| Gerwisch (alter Bf) \| \| \| 130,51 \| Gerwisch \| Gerwisch \| \| \| \| ehem. Trasse nach Magdeburg \| \| \| \| \| von Loburg \| \| \| \| \| von Dessau \| \| \| \| 133,68 \| Biederitz (Keilbahnhof) \| Biederitz (Keilbahnhof) \| \| \| \| Elbe-Umflutkanal, Ehle \| \| \| \| 136,20 \| Magdeburg-Herrenkrug \| Magdeburg-Herrenkrug \| \| \| \| Herrenkrug-Eisenbahnbrücke, Elbe \| \| \| \| \| von/nach Stendal \| \| \| \| 139,55 \| Magdeburg-Neustadt \| Magdeburg-Neustadt \| \| \| \| B 1 \| \| \| \| 141,87 \| Magdeburg Hbf \| Magdeburg Hbf \| \| \| \| von/nach Helmstedt \| \| \| \| \| nach Halberstadt, nach Halle \| \| | |                                                                 |                                                                 |
| | 0,00 | Berlin Potsdamer Bahnhof                                        | Berlin Potsdamer Bahnhof                                        |
| S-Kopfbahnhof Streckenanfang (Strecke außer Betrieb) · Strecke (außer Betrieb) | | Berlin Wannseebahnhof                                           | Berlin Wannseebahnhof                                           |
| Strecke (außer Betrieb) · Strecke (außer Betrieb) · Strecke von links (im Tunnel) | | von Berlin Anhalter Bf                                          | von Berlin Anhalter Bf                                          |
| Brücke über Wasserlauf (Strecke außer Betrieb) · Brücke über Wasserlauf (Strecke außer Betrieb) · Strecke unter Wasserlauf (im Tunnel) | | Landwehrkanal                                                   | Landwehrkanal                                                   |
| Strecke (außer Betrieb) · Strecke (außer Betrieb) · Abzweig geradeaus und nach links (im Tunnel) | | nach Berlin Südkreuz                                            | nach Berlin Südkreuz                                            |
| Strecke (außer Betrieb) · Dienststation / Betriebs- oder Güterbahnhof (Strecke außer Betrieb) · Tunnelende | 1,55 | Berlin Potsdamer Gbf                                            | Berlin Potsdamer Gbf                                            |
| Strecke (außer Betrieb) · Strecke (außer Betrieb) · S-Bahn-Halt | | Berlin Yorckstraße (Großgörschenstraße)                         | U7                                                              |
| S-Bahn-Halt (Strecke außer Betrieb) · Strecke (außer Betrieb) · Strecke | | Berlin Großgörschenstraße (bis 1939)                            | Berlin Großgörschenstraße (bis 1939)                            |
| Strecke (außer Betrieb) · Bahnhof (Strecke außer Betrieb) · S-Bahn-Halt | 2,52 | Berlin Julius-Leber-Brücke                                      | Berlin Julius-Leber-Brücke                                      |
| Abzweig ehemals geradeaus und von links · Kreuzung geradeaus oben (Strecke geradeaus außer Betrieb) · Strecke nach rechts | |                                                                 |                                                                 |
| Turm-S-Bahnhof geradeaus unten · Kreuzung geradeaus unten (Strecke geradeaus außer Betrieb) | | Berlin-Schöneberg Ringbahn                                      | Berlin-Schöneberg Ringbahn                                      |
| Strecke · Abzweig geradeaus und von links (Strecke außer Betrieb) | | von der Ringbahn (Gütergleis)                                   | von der Ringbahn (Gütergleis)                                   |
| Strecke · Dienststation / Betriebs- oder Güterbahnhof (Strecke außer Betrieb) | 3,91 | Berlin-Schöneberg Betriebsbf                                    | Berlin-Schöneberg Betriebsbf                                    |
| S-Bahnhof · Dienststation / Betriebs- oder Güterbahnhof (Strecke außer Betrieb) | 5,04 | Berlin-Friedenau                                                | Berlin-Friedenau                                                |
| S-Bahn-Halt · Strecke (außer Betrieb) | | Berlin Feuerbachstraße                                          | Berlin Feuerbachstraße                                          |
| Strecke · Dienststation / Betriebs- oder Güterbahnhof (Strecke außer Betrieb) | 6,34 | Berlin-Steglitz Gbf                                             | Berlin-Steglitz Gbf                                             |
| S-Bahn-Halt · Strecke (außer Betrieb) | | Berlin Rathaus Steglitz                                         | U9                                                              |
| S-Bahnhof · Strecke (außer Betrieb) | | Berlin Botanischer Garten                                       | Berlin Botanischer Garten                                       |
| S-Bahn-Halt · Betriebs-/Güterbahnhof Strecke bis hier außer Betrieb | 9,40 | Berlin-Lichterfelde West                                        | Berlin-Lichterfelde West                                        |
| Strecke · Abzweig geradeaus und nach links | | nach Schönow/Zehlendorf                                         | nach Schönow/Zehlendorf                                         |
| S-Bahn-Halt · Strecke | | Berlin Sundgauer Straße                                         | Berlin Sundgauer Straße                                         |
| S-Bahnhof · ehemaliger S-Bahnhof | 12,06 | Berlin-Zehlendorf (Reaktivierung im Regionalverkehr vorgesehen) | Berlin-Zehlendorf (Reaktivierung im Regionalverkehr vorgesehen) |
| Strecke nach rechts · Abzweig ehemals geradeaus und nach rechts | | nach Berlin-Wannsee                                             | nach Berlin-Wannsee                                             |
| S-Bahn-Halt (Strecke außer Betrieb) | 13,22 | Zehlendorf Süd                                                  | Zehlendorf Süd                                                  |
| S-Bahn-Halt (Strecke außer Betrieb) | 14,65 | Düppel (Reaktivierung im Regionalverkehr vorgesehen)            | Düppel (Reaktivierung im Regionalverkehr vorgesehen)            |
| Grenze (Strecke außer Betrieb) | | Landesgrenze Berlin / Brandenburg                               | Landesgrenze Berlin / Brandenburg                               |
| Blockstelle (Strecke außer Betrieb) | 16,36 | Bk Machnow                                                      | Bk Machnow                                                      |
| Strecke (außer Betrieb) | | heutige Trasse der A 115                                        | heutige Trasse der A 115                                        |
| Haltepunkt / Haltestelle (Strecke außer Betrieb) | | Europarc-Dreilinden (Neubau vorgesehen)                         | Europarc-Dreilinden (Neubau vorgesehen)                         |
| Kreuzung geradeaus oben (Strecken außer Betrieb) | | Bahnstrecke Berlin-Wannsee–Stahnsdorf                           | Bahnstrecke Berlin-Wannsee–Stahnsdorf                           |
| Brücke (Strecke außer Betrieb) | | ehemalige Trasse der A 115                                      | ehemalige Trasse der A 115                                      |
| Grenze (Strecke außer Betrieb) | | Landesgrenze Brandenburg / Berlin                               | Landesgrenze Brandenburg / Berlin                               |
| Blockstelle (Strecke außer Betrieb) | 19,95 | Bk Stolperweg                                                   | Bk Stolperweg                                                   |
| Brücke über Wasserlauf (Strecke außer Betrieb) | | Teltowkanal                                                     | Teltowkanal                                                     |
| Grenze (Strecke außer Betrieb) | | Landesgrenze Berlin / Brandenburg                               | Landesgrenze Berlin / Brandenburg                               |
| Kreuzung geradeaus oben (Strecke geradeaus außer Betrieb) | 20,90 | Wetzlarer Bahn                                                  | Wetzlarer Bahn                                                  |
| Strecke von rechts · Abzweig ehemals geradeaus und von rechts | | von Berlin-Wannsee                                              | von Berlin-Wannsee                                              |
| S-Bahnhof · Bahnhof | 21,86 | Potsdam Griebnitzsee                                            | Potsdam Griebnitzsee                                            |
| Strecke · ehemalige Blockstelle | 23,69 | Bk Lindenstraße                                                 | Bk Lindenstraße                                                 |
| S-Bahnhof · Strecke | | Potsdam-Babelsberg                                              | Potsdam-Babelsberg                                              |
| Brücke über Wasserlauf · Brücke über Wasserlauf | | Nuthe                                                           | Nuthe                                                           |
| S-Kopfbahnhof Streckenende · Bahnhof | 26,12 | Potsdam Hbf                                                     | Potsdam Hbf                                                     |
| Strecke mit Straßenbrücke | | B 2                                                             | B 2                                                             |
| Brücke über Wasserlauf | | Havel                                                           | Havel                                                           |
| Haltepunkt / Haltestelle | 28,15 | Potsdam Charlottenhof                                           | Potsdam Charlottenhof                                           |
| Brücke | | B 1                                                             | B 1                                                             |
| Abzweig geradeaus, nach links und von links | | von und nach Beelitz                                            | von und nach Beelitz                                            |
| Bahnhof | 29,66 | Potsdam Park Sanssouci                                          | Potsdam Park Sanssouci                                          |
| Abzweig geradeaus und nach rechts | | nach Golm                                                       | nach Golm                                                       |
| Kreuzung geradeaus unten | | Berliner Außenring                                              | Berliner Außenring                                              |
| ehemalige Blockstelle | 33,22 | Bk Kuhfort                                                      | Bk Kuhfort                                                      |
| Abzweig geradeaus, von links und von rechts | | von Golm und Saarmund                                           | von Golm und Saarmund                                           |
| Brücke über Wasserlauf | | Havel                                                           | Havel                                                           |
| Bahnhof | 36,00 | Werder (Havel)                                                  | Werder (Havel)                                                  |
| Strecke mit Straßenbrücke | | A 10                                                            | A 10                                                            |
| ehemalige Blockstelle | 41,19 | Bk Kemnitz                                                      | Bk Kemnitz                                                      |
| Bahnhof | 46,75 | Groß Kreutz                                                     | Groß Kreutz                                                     |
| Abzweig geradeaus und ehemals nach links | | nach Lehnin                                                     | nach Lehnin                                                     |
| Haltepunkt / Haltestelle | 50,19 | Götz                                                            | Götz                                                            |
| ehemalige Blockstelle | 55,90 | Abzw Gollwitz                                                   | Abzw Gollwitz                                                   |
| Brücke über Wasserlauf | | Emster Kanal                                                    | Emster Kanal                                                    |
| Strecke mit Straßenbrücke | | B 1, B 102                                                      | B 1, B 102                                                      |
| Bahnhof | 61,32 | Brandenburg Hbf                                                 | Brandenburg Hbf                                                 |
| Abzweig geradeaus, nach rechts und ehemals nach links | | nach Rathenow und Bad Belzig                                    | nach Rathenow und Bad Belzig                                    |
| Kreuzung geradeaus unten (Querstrecke außer Betrieb) | | Brandenburgische Städtebahn                                     | Brandenburgische Städtebahn                                     |
| ehemalige Blockstelle | 64,90 | Bk Wilhelmsdorf                                                 | Bk Wilhelmsdorf                                                 |
| ehemaliger Dienststation / Betriebs- oder Güterbahnhof | 68,30 | Malge                                                           | Malge                                                           |
| ehemaliger Bahnhof | 72,00 | Gränert                                                         | Gränert                                                         |
| Bahnhof | 73,06 | Kirchmöser                                                      | Kirchmöser                                                      |
| Bahnhof | 76,54 | Wusterwitz                                                      | Wusterwitz                                                      |
| Abzweig geradeaus und ehemals nach links | | nach Ziesar                                                     | nach Ziesar                                                     |
| ehemalige Blockstelle | 80,23 | Bk Herrenholzer                                                 | Bk Herrenholzer                                                 |
| Grenze | | Landesgrenze Brandenburg / Sachsen-Anhalt                       | Landesgrenze Brandenburg / Sachsen-Anhalt                       |
| ehemaliger Bahnhof | 83,10 | Kade                                                            | Kade                                                            |
| ehemaliger Dienststation / Betriebs- oder Güterbahnhof | 85,63 | Belicke                                                         | Belicke                                                         |
| Abzweig geradeaus und ehemals von rechts | | von Schönhausen (Elbe) und von Milow                            | von Schönhausen (Elbe) und von Milow                            |
| Bahnhof | 91,52 | Genthin                                                         | Genthin                                                         |
| Strecke mit Straßenbrücke | | B 1, B 107                                                      | B 1, B 107                                                      |
| ehemalige Blockstelle | 94,97 | Bk Altenplathow                                                 | Bk Altenplathow                                                 |
| ehemaliger Bahnhof | 98,8 | Bergzow-Parchen                                                 | Bergzow-Parchen                                                 |
| ehemalige Blockstelle | 101,76 | Bk Parey                                                        | Bk Parey                                                        |
| Abzweig geradeaus, ehemals von links und ehemals von rechts | | von Jerichow und von Ziesar                                     | von Jerichow und von Ziesar                                     |
| Bahnhof | 106,20 | Güsen (Kr Genthin)                                              | Güsen (Kr Genthin)                                              |
| Bahnhof | 117,62 | Burg (b Magdeburg)                                              | Burg (b Magdeburg)                                              |
| Strecke von links (außer Betrieb) · Abzweig geradeaus und ehemals nach rechts | |                                                                 |                                                                 |
| Strecke (außer Betrieb) · ehemalige Blockstelle | 120,81 | Bk Detershagen                                                  | Bk Detershagen                                                  |
| Strecke (außer Betrieb) · Strecke mit Straßenbrücke | | A 2                                                             | A 2                                                             |
| Haltepunkt / Haltestelle (Strecke außer Betrieb) · Strecke | 123,9 | Niegripp                                                        | Niegripp                                                        |
| Strecke (außer Betrieb) · Bahnhof | 124,98 | Möser                                                           | Möser                                                           |
| Haltepunkt / Haltestelle (Strecke außer Betrieb) · Strecke | 128,10 | Hohenwarthe                                                     | Hohenwarthe                                                     |
| Haltepunkt / Haltestelle (Strecke außer Betrieb) · Strecke | 131,70 | Lostau                                                          | Lostau                                                          |
| Haltepunkt / Haltestelle (Strecke außer Betrieb) · Strecke | 134,50 | Gerwisch (alter Bf)                                             | Gerwisch (alter Bf)                                             |
| Strecke (außer Betrieb) · Bahnhof | 130,51 | Gerwisch                                                        | Gerwisch                                                        |
| Strecke nach links (außer Betrieb) · Kreuzung (Querstrecke außer Betrieb) · Strecke von rechts (außer Betrieb) | | ehem. Trasse nach Magdeburg                                     | ehem. Trasse nach Magdeburg                                     |
| Strecke von links · Strecke nach rechts und von links · Kreuzung (Strecke geradeaus außer Betrieb) | | von Loburg                                                      | von Loburg                                                      |
| Abzweig geradeaus und von links · Abzweig quer, nach rechts und ehemals von rechts · Kreuzung (Strecke geradeaus außer Betrieb) | | von Dessau                                                      | von Dessau                                                      |
| Bahnhof · Strecke nach links (außer Betrieb) · Abzweig geradeaus und von rechts (Strecke außer Betrieb) | 133,68 | Biederitz (Keilbahnhof)                                         | Biederitz (Keilbahnhof)                                         |
| Brücke über Wasserlauf | | Elbe-Umflutkanal, Ehle                                          | Elbe-Umflutkanal, Ehle                                          |
| Haltepunkt / Haltestelle | 136,20 | Magdeburg-Herrenkrug                                            | Magdeburg-Herrenkrug                                            |
| Brücke über Wasserlauf | | Herrenkrug-Eisenbahnbrücke, Elbe                                | Herrenkrug-Eisenbahnbrücke, Elbe                                |
| Abzweig geradeaus, nach rechts und von rechts | | von/nach Stendal                                                | von/nach Stendal                                                |
| Bahnhof | 139,55 | Magdeburg-Neustadt                                              | Magdeburg-Neustadt                                              |
| Strecke mit Straßenbrücke | | B 1                                                             | B 1                                                             |
| Bahnhof | 141,87 | Magdeburg Hbf                                                   | Magdeburg Hbf                                                   |
| Abzweig geradeaus, nach rechts und von rechts | | von/nach Helmstedt                                              | von/nach Helmstedt                                              |
| Strecke nach links · Abzweig von rechts und ehemals von links | | nach Halberstadt, nach Halle                                    | nach Halberstadt, nach Halle                                    |

Die Bahnstrecke Berlin–Magdeburg ist eine zweigleisige Eisenbahnhauptstrecke in den Bundesländern Berlin, Brandenburg und Sachsen-Anhalt.
Das im Jahr 1838 eröffnete Teilstück zwischen Berlin und Potsdam, die Berlin-Potsdamer Eisenbahn oder auch „Stammbahn“, war die erste Eisenbahnstrecke Preußens. Bis 1846 wurde sie durch die Berlin-Potsdam-Magdeburger Eisenbahngesellschaft nach Magdeburg verlängert. Anfang der 1870er Jahre erhielt die Strecke zwischen Burg und Magdeburg eine völlig neue Trassenführung, die im Jahr 1873 in Betrieb ging.
Von der ursprünglichen Strecke von Berlin nach Magdeburg ist der Abschnitt von der Stadtgrenze zwischen Berlin und Potsdam bis Burg bei Magdeburg als zweigleisige Hauptbahn in Betrieb. Seit April 2018 ist zwischen Lichterfelde West und Zehlendorf der Güterverkehr eingestellt und somit der komplette Berliner Streckenabschnitt ohne Verkehr. Zwischen Yorckstraße und Zehlendorf fährt die S-Bahn Berlin auf der parallel verlaufenden Strecke der Wannseebahn.

## Geschichte

### Erste Eisenbahn in Preußen

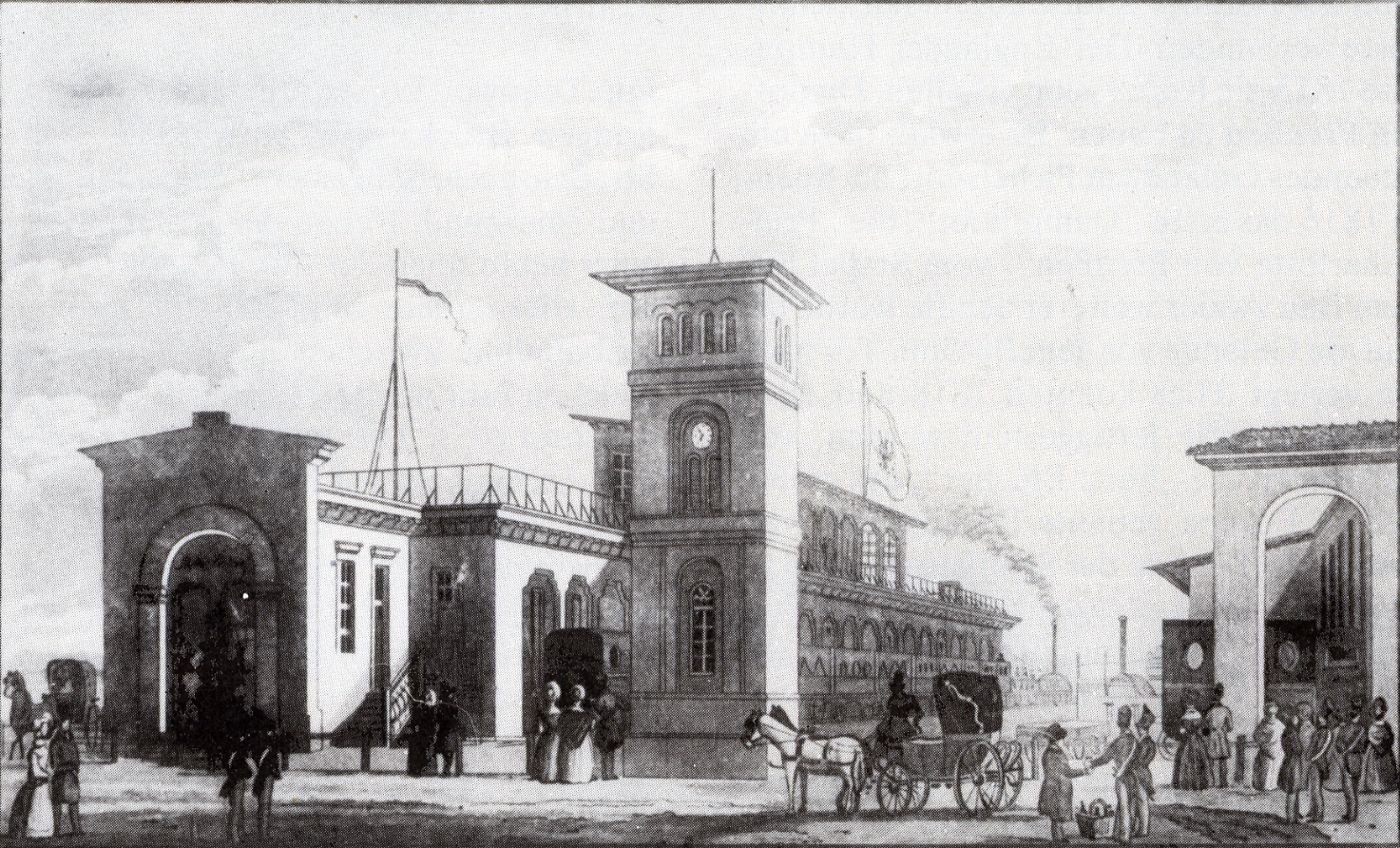
„Der Eisenbahnhof in Potsdam“ um 1840, Stahlstich von ca. 1850

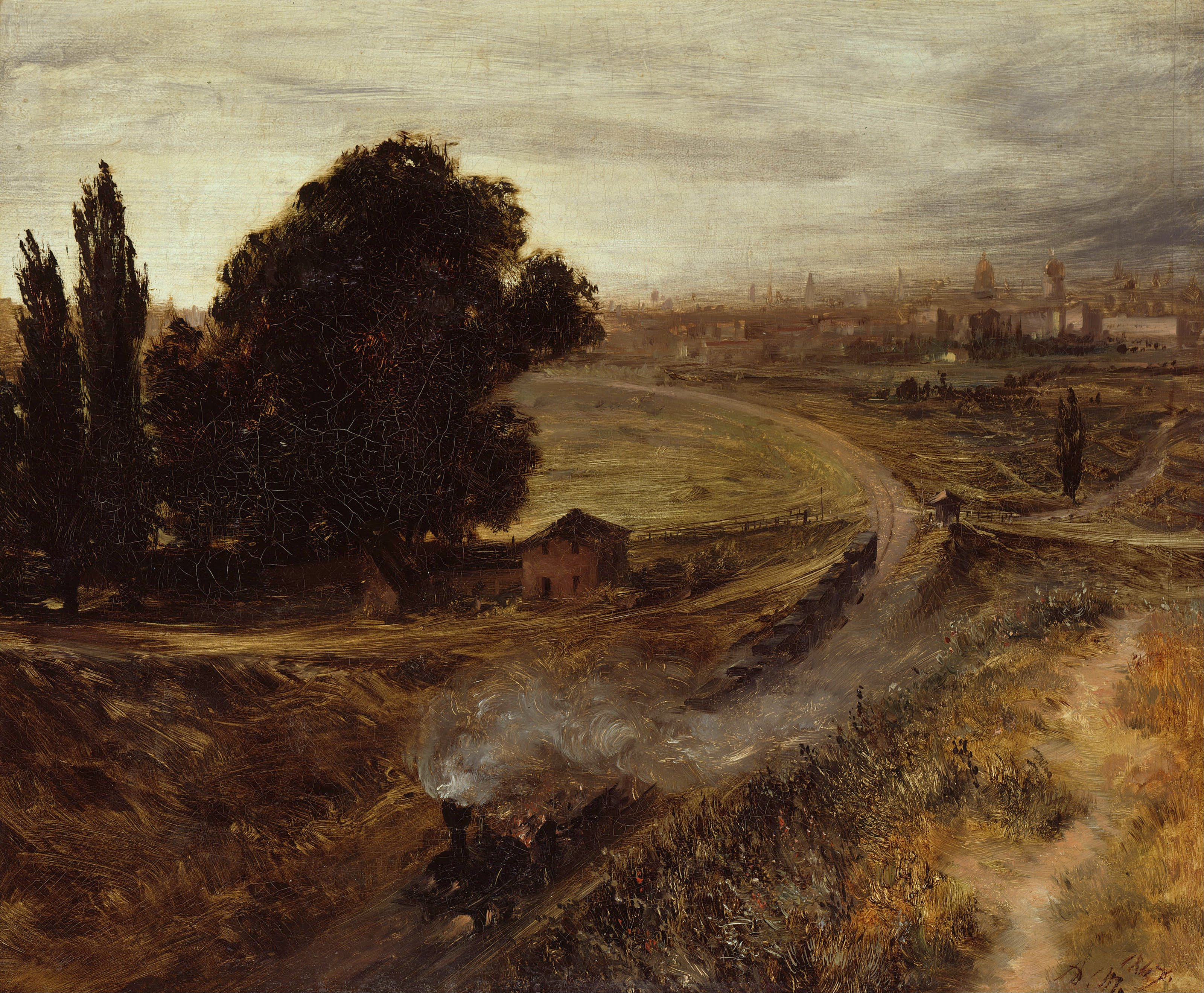
Adolph von Menzel: Die Berlin-Potsdamer Bahn 1847, Öl auf Leinwand

Die preußische Residenzstadt Potsdam liegt nur rund 25 Kilometer westlich von Berlin, das am Anfang des 19. Jahrhunderts bereits mehr als 200.000 Einwohner hatte. Die skeptische Haltung Friedrich Wilhelms III. verzögerte zunächst die Einrichtung einer Eisenbahn, wie sie bereits in England entstand. Nachdem durch die Ludwigseisenbahn auch im Deutschen Bund der Beweis für den wirtschaftlichen Betrieb einer Eisenbahn erbracht war, lag es nahe, auch in Preußen eine Eisenbahn einzurichten. Erst mit dem Preußischen Eisenbahngesetz, das aber dem Preußischen Staat auch das Recht auf eine Übernahme der Gesellschaften nach 30 Jahren sicherte, wurde im Königreich die Grundlage für private Bahnunternehmen geschaffen.

Kurz nach der Abfahrt aus Potsdam überquert ein Zug nach Berlin die Nuthe

Die gegründete Berlin-Potsdamer Eisenbahngesellschaft erwarb 1837 die „Bleiche“ vor dem Potsdamer Tor von den böhmischen Brüdergemeinden in Berlin und Rixdorf für 12.400 Taler. Die private Berlin-Potsdamer Eisenbahn wurde dann im Herbst 1838 eröffnet (das Teilstück Potsdam–Zehlendorf am 22. September, die Hauptstrecke bis Berlin am 29. Oktober). Der Potsdamer Bahnhof in Berlin lag 1838 direkt vor dem Potsdamer Tor der Berliner Zollmauer auf der ehemaligen „Bleiche“. Der Bahnhof in Potsdam lag genau wie heute der Hauptbahnhof südlich der Havel, von der Stadt über die Lange Brücke zu erreichen, östlich am Anfang der Chaussee nach Saarmund. Neben diesem Bahnhof wurde eine Eisenbahnwerkstatt eingerichtet. Die ersten Bahnhöfe zwischen Berlin und Potsdam waren Zehlendorf (bereits 1838), Schöneberg (1839) und Steglitz (1839).

### Berlin-Potsdam-Magdeburger Eisenbahngesellschaft

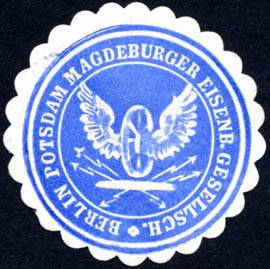
Siegelmarke der Berlin-Potsdam-Magdeburger Eisenbahn-Gesellschaft

1845 wurde die Potsdam-Magdeburger Eisenbahngesellschaft gegründet und erhielt am 17. August 1845 die königliche Genehmigung. Sie führte die Bahnverbindung von Berlin über Potsdam bis nach Magdeburg fort und wurde später mit der Berlin-Potsdamer Bahn zur Berlin-Potsdam-Magdeburger Eisenbahngesellschaft zusammengefasst.

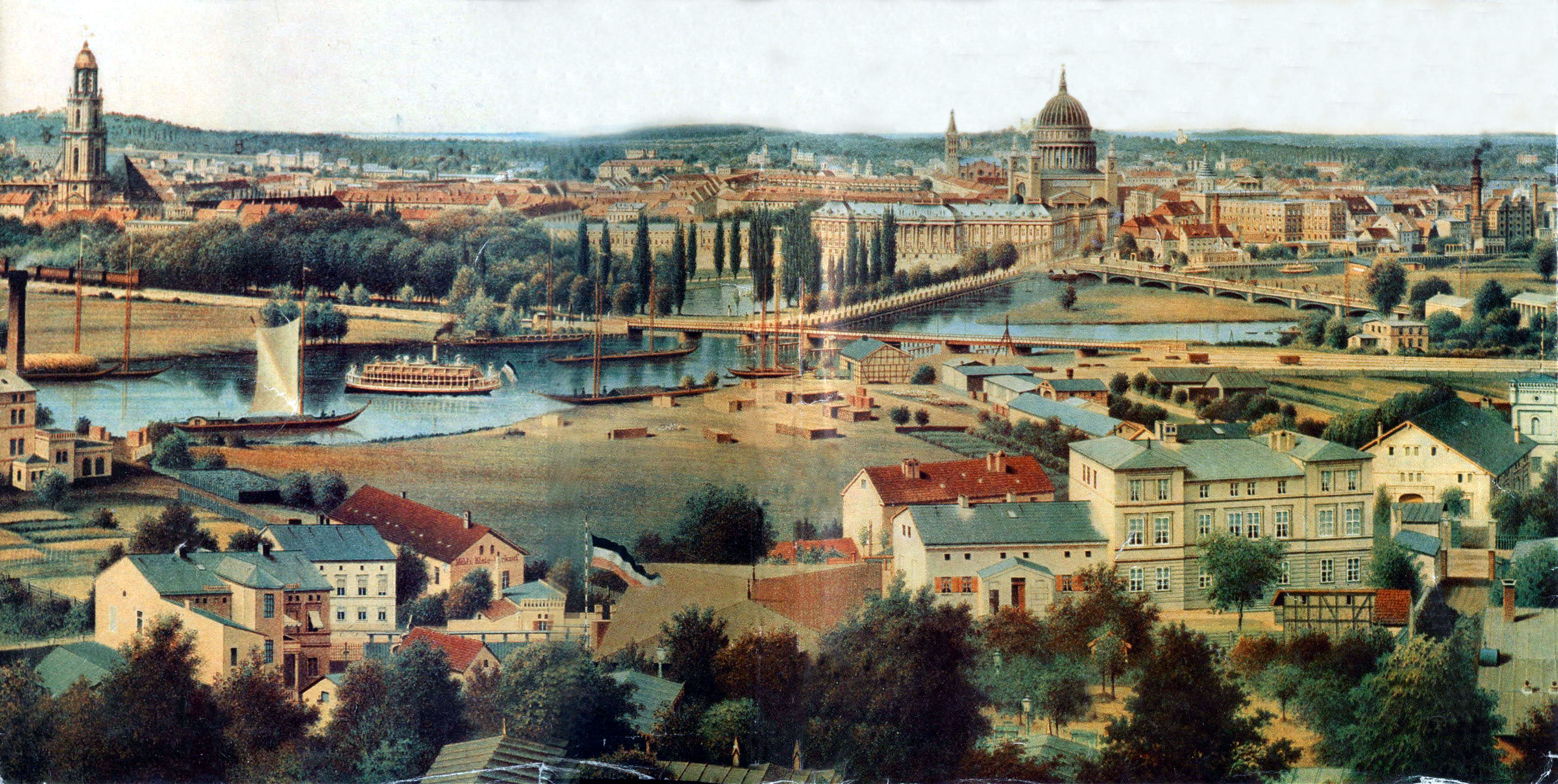
Havelbrücke der Eisenbahn und Lange Brücke in Potsdam um 1871

Zwar war der Bahnhof in Potsdam mit der Innenstadt auf direktem Wege durch die Lange Brücke verbunden, jedoch war eine Fortführung der Strecke in Richtung Brandenburg an der Havel und Magdeburg mit großen Schwierigkeiten verbunden. Gleich westlich des Potsdamer Bahnhofs war die Havel zu queren. Da Innenstadt und Brandenburger Vorstadt Potsdams hier fast bis an die Havel reichten, waren im Bereich der Neustädter Havelbucht, im Bereich der heutigen Inseln Obere und Untere Planitz, mehrere Brückenbauwerke zu errichten. Ferner mündete an der heutigen Dortustraße auch der Potsdamer Stadtkanal in die Havel, so dass zur Querung desselben eine weitere Brücke erforderlich wurde. Die Strecke wurde in diesem gesamten Abschnitt auf einem Damm angelegt. Bevor die Gesamtstrecke befahrbar war, eröffnete man bereits am 7. August 1846 den Betrieb zwischen Magdeburg und Potsdam-Kiewitt, westlich der Neustädter Havelbucht. Erst mit der Fertigstellung der Havelquerung am 12. September 1846 war dann auch der durchgehende Zugbetrieb zwischen Berlin und Magdeburg möglich.

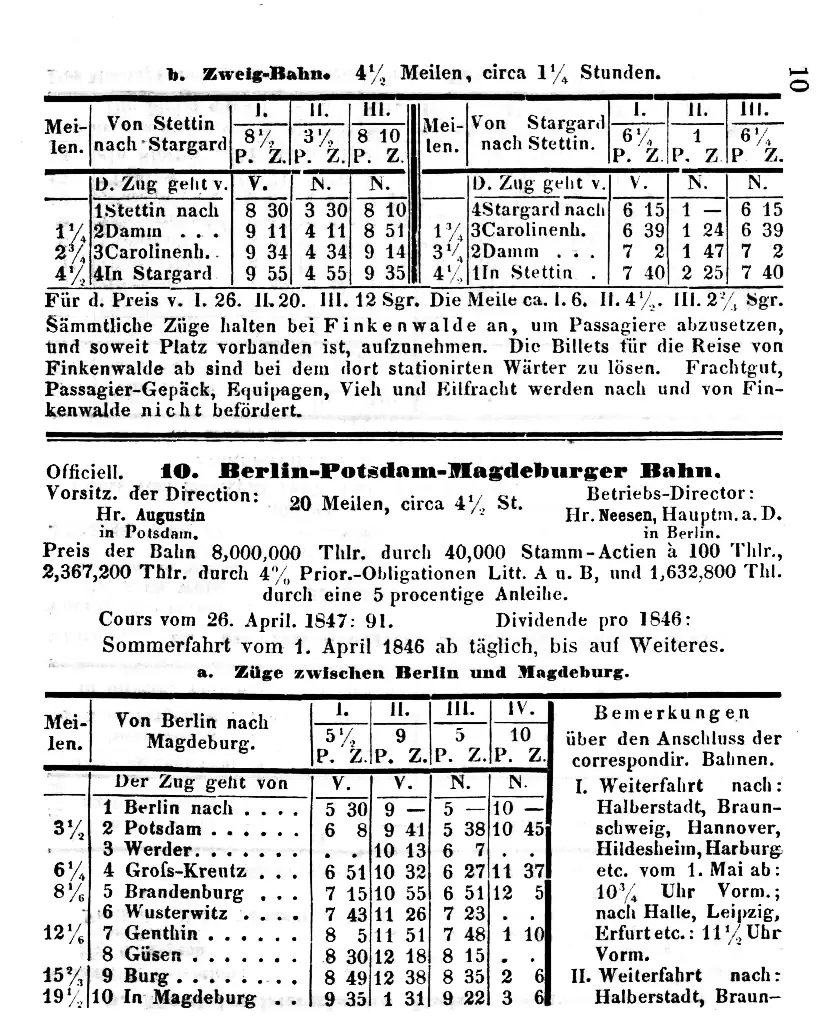
Fahrplan 1847

Im weiteren Verlauf musste bei Kilometer 35,5 nahe der Stadt Werder (Havel) die Havel erneut überquert werden. Zum Anschluss an den Elbbahnhof am Fürstenufer in Magdeburg-Buckau wurde die Bahnstrecke über die Alte Elbe, die Elbinsel Werder und die Stromelbe geführt. Zur Elbquerung errichtete die Eisenbahngesellschaft die Buckauer Eisenbahnbrücke. Bis zu deren Fertigstellung 1848 endete der Zugverkehr an der Station Magdeburg-Friedrichstadt.
Bis 1847 wurde die Strecke der Stammbahn weitgehend zweigleisig ausgebaut. Am 29. Mai 1856 stürzte die Lokomotive Jupiter bei einer Probefahrt an einer nicht geschlossenen Drehbrücke in die Neustädter Havelbucht.

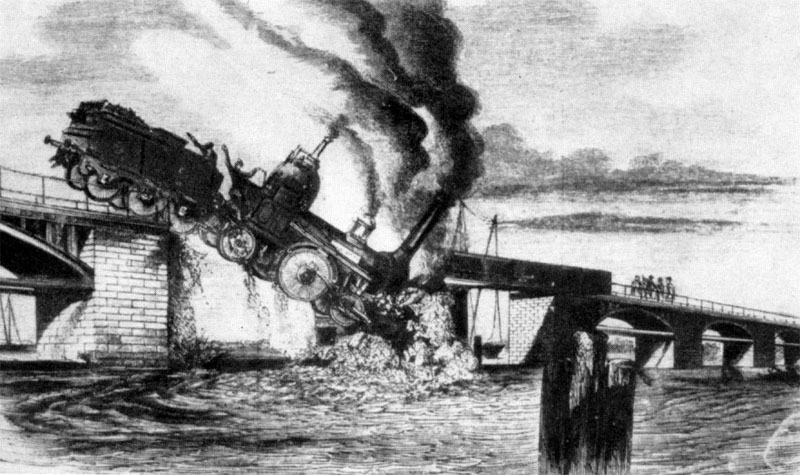
Sturz der Lokomotive Jupiter in die Havel – der englische Tender ist bereits durch einen Neubau ersetzt, 1856

1870 kaufte die Berlin-Potsdamer-Magdeburger Eisenbahn zusammen mit der Magdeburg-Halberstädter Eisenbahn und der Magdeburg-Köthen-Halle-Leipziger Eisenbahngesellschaft das 55 Hektar große Gelände für den Bau des Magdeburger Hauptbahnhofs, dessen westliches Empfangsgebäude von der Berlin-Potsdam-Magdeburger Eisenbahn erbaut wurde. Zu dessen Anbindung wurde zwischen Burg und Magdeburg eine Neubaustrecke errichtet. Während die Altstrecke zwischen Burg und Gerwisch über Niegripp, Hohenwarthe und Lostau durch die Elbniederung verlief, durchquerte die neue Strecke geradlinig die Ausläufer des Hohen Fläming bei Möser und kürzte so etwa vier Kilometer ab. In Gerwisch wurde die alte Strecke gekreuzt. Die neue Strecke nahm im Anschluss einen nördlicheren Verlauf über Biederitz, die Herrenkrug-Eisenbahnbrücke und die Magdeburger Neustadt zum neuen Hauptbahnhof. Sie ging am 15. Mai 1873 in Betrieb. Die alte Strecke zwischen Burg und Gerwisch wurde aufgegeben, zwischen Gerwisch und dem alten Magdeburger Bahnhof (Friedrich-Wilhelms-Garten) blieb sie noch für den Güterverkehr in Betrieb. Später war sie als Bahnstrecke Biederitz–Magdeburg-Buckau nur noch von Biederitz, nicht mehr von Gerwisch, angebunden und blieb bis in die 1990er Jahre für den Güterverkehr in Betrieb.
Am 1. Juni 1874 wurde die in Zehlendorf abzweigende Wannseebahn (später „Alte Wannseebahn“ genannt) mit den Bahnhöfen Schlachtensee und Wannsee eingeweiht. Im selben Jahr wurden auch die Bahnhöfe Friedenau und Lichterfelde sowie Griebnitzsee für den Lokalverkehr eröffnet.

### Weitere Entwicklung
Mit der Lehrter Bahn, errichtet von der Magdeburg-Halberstädter Eisenbahngesellschaft, ging 1871 eine kürzere und schnellere Verbindung nach Hannover und Köln in Betrieb.
Die 1879 fertiggestellte Teilstrecke durch den Grunewald der Bahnstrecke Berlin–Blankenheim (Wetzlarer Bahn) und die 1882 in Betrieb genommene Stadtbahn bildeten zusammen eine durchgehende Ost-West-Verbindung durch die Hauptstadt und eine weitere Verbindung von Potsdam nach Berlin, für den Vorort- wie für den Fernverkehr.
Zum 1. April 1880 ging die Gesellschaft in den Preußischen Staatsbahnen auf.
Am 1. Oktober 1891 wurde parallel zur Stammbahn die „Neue Wannseebahn“ von Zehlendorf nach Berlin eröffnet. Sie diente dem Vorortverkehr, während auf der Stammbahn weiterhin Fernverkehrszüge bis Magdeburg fuhren.
Spätestens mit der Eröffnung der Brandenburgischen Städtebahn im Jahr 1904 entwickelte sich Brandenburg an der Havel zu einem bedeutenden Eisenbahnknoten. Vor allem das dort ab 1913 befindliche Stahlwerk sicherte der Strecke ein hohes Güteraufkommen. 
Im Jahr 1928 wurde die Berliner S-Bahn in Verlängerung der Stadtbahnstrecke von Wannsee nach Potsdam verlängert. Die Elektrifizierung der Vorortgleise der Wannseebahn folgte erst 15. Mai 1933, außerdem wurden zeitgleich die Ferngleise der Stammbahn zwischen Zehlendorf und Berlin elektrifiziert. Damit konnten die sogenannten „Bankierzüge“ der S-Bahn von Potsdam über die Wannseebahn kommend bei Zehlendorf auf die Stammbahn wechseln und dann ohne Halt bis zum Berlin Potsdamer Bahnhof durchfahren. 

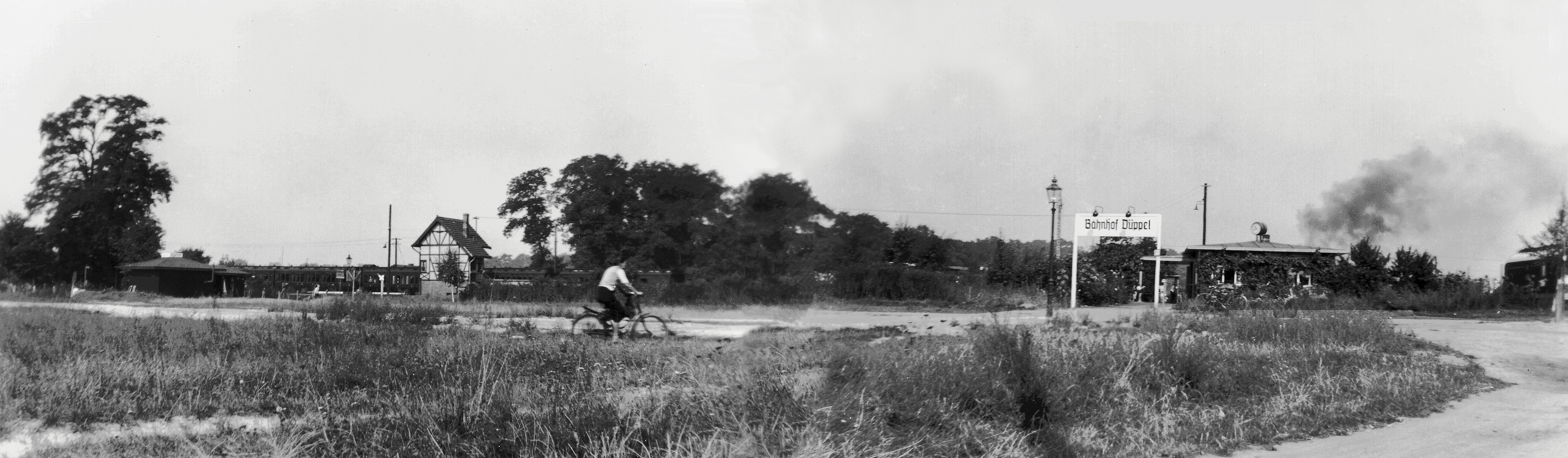
Bahnhof Düppel in den 1940er Jahren

Neben den elektrischen Triebwagen verkehrten auf den Ferngleisen weiterhin auch dampfbetriebene Vorortzüge, die den direkten Weg von Potsdam nach Berlin ohne den Umweg über Wannsee nahmen. Zur besseren Anbindung des dazwischen liegenden Gebietes wurde 1939 der Bahnhof Düppel eröffnet.
Die Reichsbahndirektion Berlin beging am 23. September 1938 die Jahrhundertfeier der Eröffnung der Strecke Berlin–Potsdam, unter anderem mit einem eigenen Festspiel in der Deutschlandhalle.
Nachdem im Zweiten Weltkrieg 1945 der Potsdamer Stadtbahnhof durch Bombentreffer stark in Mitleidenschaft gezogen wurde, übernahm ein Nebengebäude provisorisch die Aufgaben des vollkommen zerstörten Empfangsgebäudes. Auch später genügte dieses Provisorium den Aufgaben für die Südstrecken der S-Bahn, aufgrund der geringeren Bedeutung des Bahnhofs zu DDR-Zeiten.

### Unfall Genthin 1939

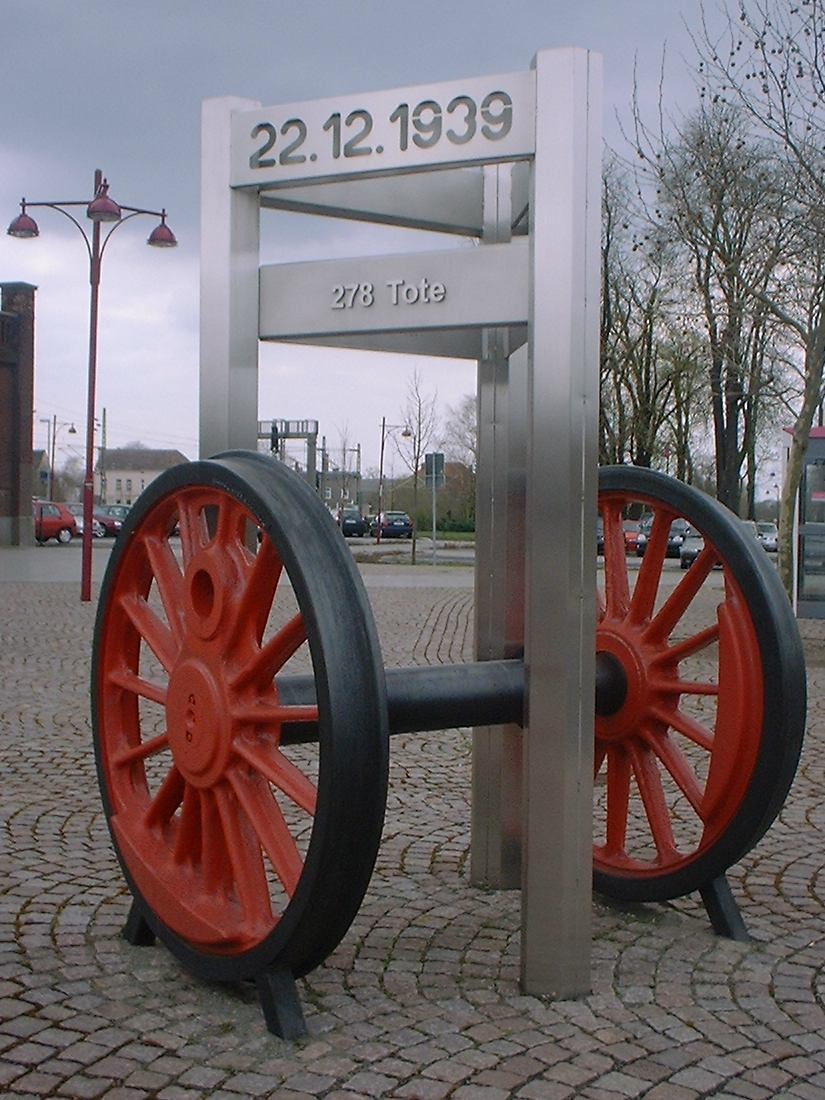
Denkmal für das schwere Eisenbahnunglück am 22. Dezember 1939 in Genthin

Am 22. Dezember 1939 ereignete sich auf dem Bahnhof Genthin das verheerendste Zugunglück der deutschen Geschichte, bei dem 278 Menschen ihr Leben verloren und weitere 453 Menschen schwer verletzt wurden. Der nächtliche Schnellzug D 180 (Berlin-Potsdamer Bahnhof–Neunkirchen (Saar)) fuhr wegen mehrerer missachteter Signale mit hoher Geschwindigkeit auf den völlig überfüllten D 10 von Berlin-Potsdamer Bahnhof nach Köln auf. Die Sicht in dieser Nacht war aufgrund starken Nieselregens und Nebels sehr schlecht, weswegen der D 180 das Halt zeigende Signal der Blockstelle Belicke überfuhr und mit 100 bis 110 km/h auf den voraus befindlichen Zug auffuhr. In verschiedenen zeitgenössischen Medien wurden die Opferzahlen bewusst geringer angegeben und Nachrichten über die Katastrophe so kurz wie möglich gehalten.

### Nachkriegszeit
Die schwer beschädigte Herrenkrugbrücke in Magdeburg konnte am 12. März 1946 behelfsmäßig wieder in Betrieb genommen werden. Bedingt durch Reparationsforderungen wurde das zweite Streckengleis bis 1948 abgebaut.

#### Streckenabschnitt in West-Berlin

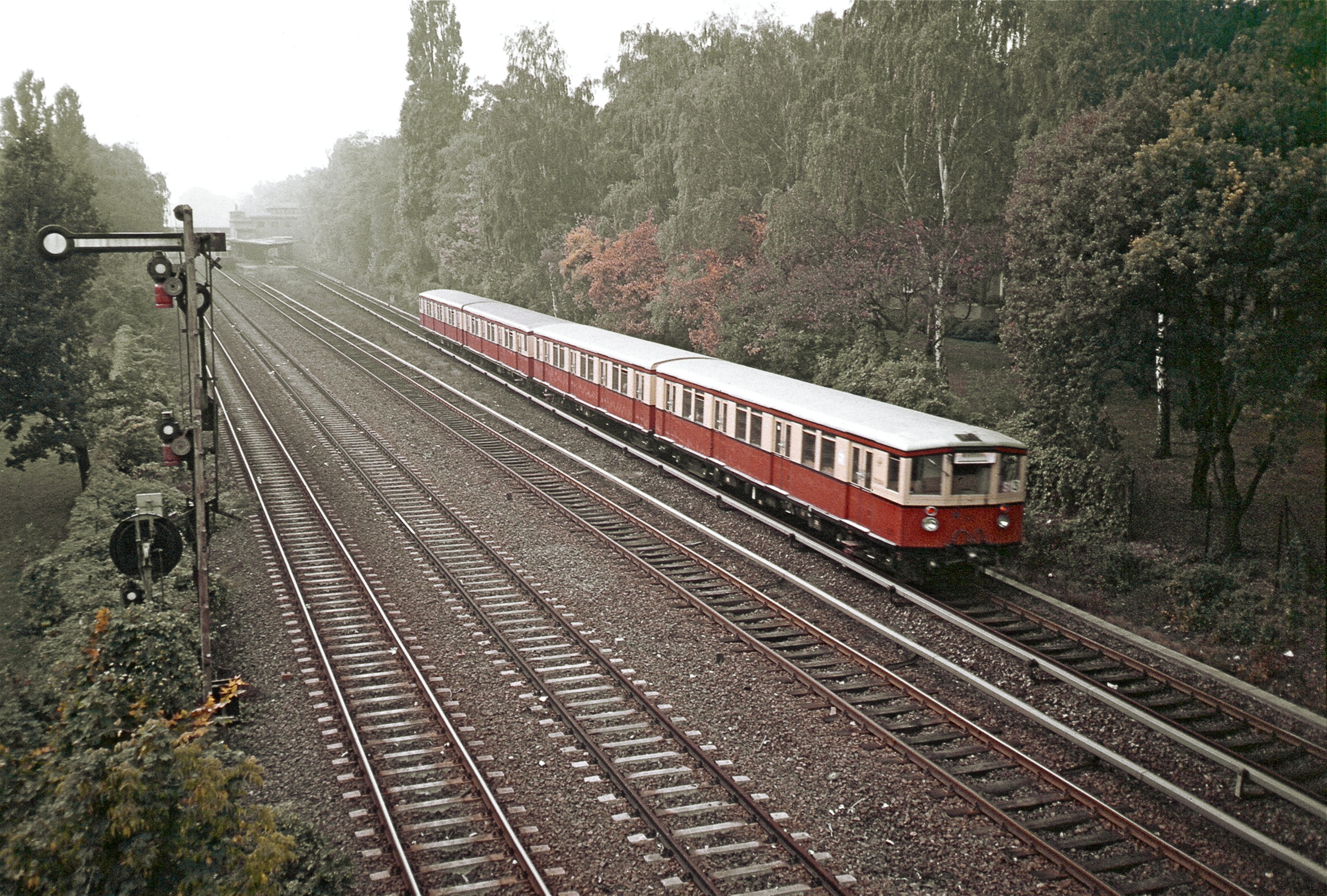
Stammbahn- und Wannseebahngleise mit ET 165 der BVG, im Hintergrund der S-Bahnhof Sundgauer Straße, 1986

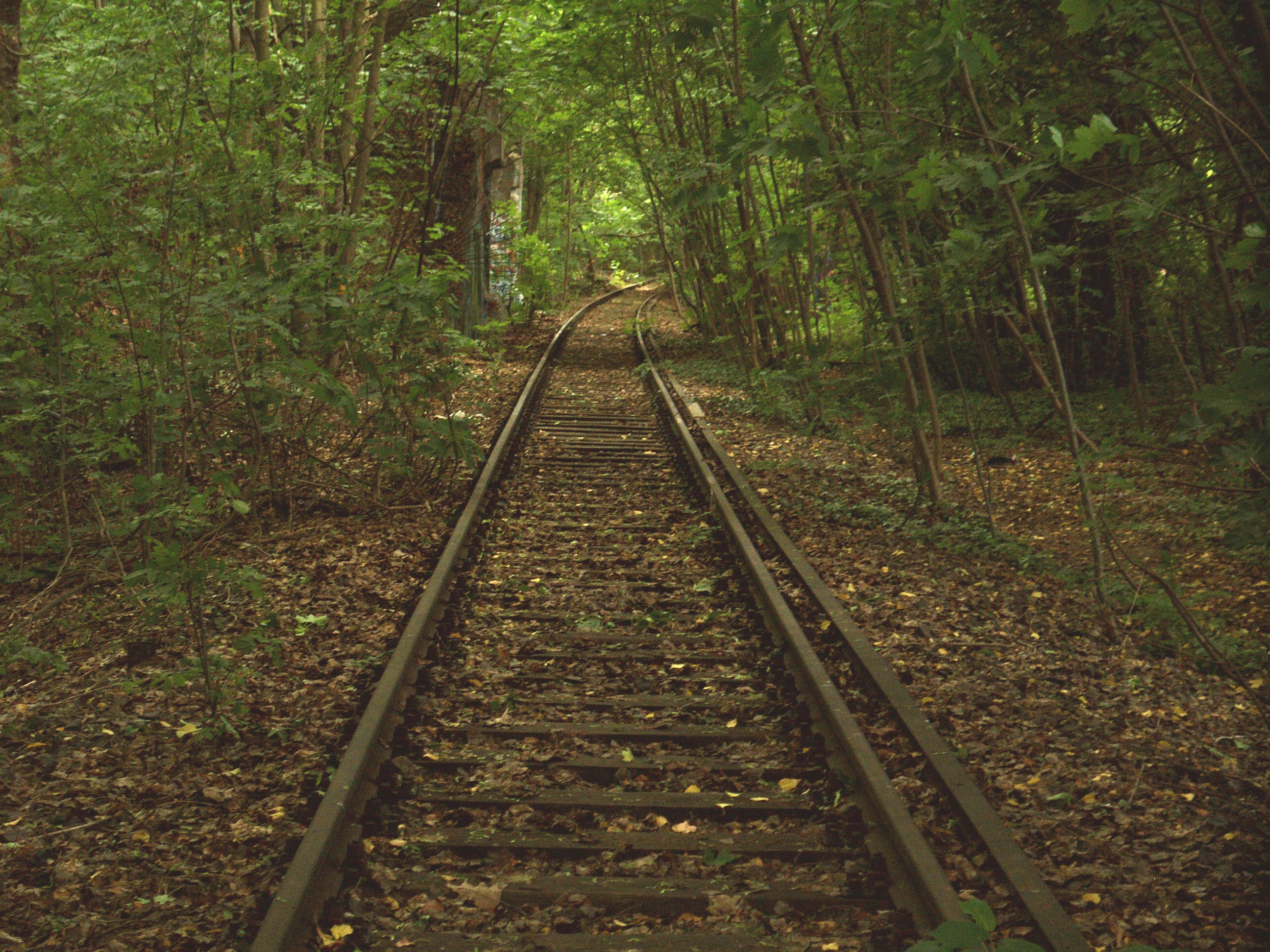
Ehemalige Stammbahn kurz vor Zehlendorf

Im April 1945 wurde die Eisenbahnbrücke über den Teltowkanal durch deutsche Truppen gesprengt, später wurden die Gleise zwischen Griebnitzsee und Düppel als Reparationsleistung abgebaut. Damit hatten die Streckenabschnitte innerhalb der Stadtgrenzen Berlins keine Bedeutung mehr für den überörtlichen Verkehr. Der Verkehr von Berlin nach Westen nahm seither den Weg von den Bahnhöfen an der Stadtbahn über die Wetzlarer Bahn in Richtung Potsdam.
Ab dem 1. Dezember 1945 fuhren daher nur noch dampfbespannte Pendelzüge zwischen Düppel und Zehlendorf.
Ab dem 15. Juni 1948 wurde auch dieser Abschnitt elektrisch betrieben, um den erheblichen betrieblichen Aufwand beim Dampfbetrieb zu reduzieren. Die Strecke stellte seinerzeit eine wichtige Verbindung für den vor der Stadtgrenze gelegenen Vorort Kleinmachnow bei der seinerzeit noch häufig genutzten Fahrt nach Berlin dar. Auch nach dem Bau der Berliner Mauer 1961 wurde der S-Bahn-Pendelbetrieb zwischen Zehlendorf und Düppel weitergeführt, da er noch komplett auf West-Berliner Gebiet lag. Für die Bewohner des Vorortes Kleinmachnow war er nun jedoch nicht mehr zugänglich. Sie mussten auf der Fahrt zum Ostteil Berlins den Umweg über den südlichen Berliner Außenring oder über Buslinien bis zum S-Bahnhof Schönefeld nehmen.
Zusätzlich zum Wegbleiben der Kleinmachnower Fahrgäste traf der S-Bahn-Boykott im Westteil Berlins nach dem Mauerbau 1961 diese Strecke. Die Bevölkerung wurde aufgerufen, die S-Bahn, die auch im Westteil Berlins von der Deutschen Reichsbahn betrieben wurde, nicht mehr zu benutzen. Gleichzeitig wurden Buslinien parallel zu den S-Bahnlinien verstärkt. Die Fahrgastzahlen gingen nun drastisch zurück; in vielen Zügen saß kein einziger Fahrgast mehr. Für den Betrieb waren aber immer noch ein Triebfahrzeugführer und ein Schaffner notwendig.
Als letzten Versuch richtete die Deutsche Reichsbahn am 20. Dezember 1972 zwischen Düppel und Zehlendorf an der Clauertstraße in der Nähe eines neuen Wohngebietes den neuen Haltepunkt Zehlendorf Süd ein. Damit sollte versucht werden, die Fahrgastzahlen wieder zu steigern, was jedoch nicht mehr gelang.
Nach dem Streik der West-Berliner Reichsbahnangestellten im Spätsommer 1980 wurde der S-Bahn-Betrieb am 18. September desselben Jahres auf dem noch verbliebenen Streckenabschnitt Zehlendorf–Düppel eingestellt. Die Bahnsteigausstattungen wurden schrittweise abgebaut und anderweitig verwendet. Die baulichen Anlagen verfielen von Jahr zu Jahr mehr.

#### Hauptstrecke Potsdam–Magdeburg zu DDR-Zeiten

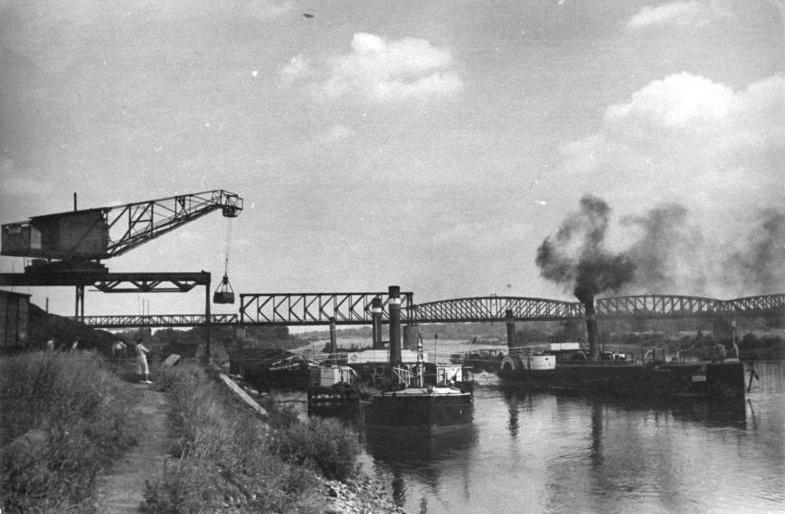
Die Herrenkrugbrücke über die Elbe in Magdeburg, 1951

Der bisher dem Vorortverkehr dienende Bahnhof Griebnitzsee wurde 1952 für den Transitverkehr durch die DDR zum Grenzbahnhof bzw. zur Grenzübergangsstelle (GÜSt, Personenverkehr) ausgebaut.
Bedingt durch die Demontage des zweiten Streckengleises verringerte sich die Leistungsfähigkeit der Hauptstrecke stark. Mit Eröffnung des Berliner Außenrings im Jahr 1957 verlagerte sich der Fernverkehr zwischen Berlin und Werder (Havel) auf die neue um Berlin führende Strecke, wobei der neue Potsdamer Hauptbahnhof (heute Bahnhof Potsdam Pirschheide) die Aufgaben des bisherigen Potsdamer Bahnhofs übernahm, der nun nur noch lokale Bedeutung hatte.
Nach dem Bau der Berliner Mauer im August 1961 wurde der Bahnhof Griebnitzsee zum wichtigsten Grenzkontrollbahnhof für den Personen-Transitverkehr zwischen West-Berlin und der Bundesrepublik Deutschland ausgebaut. Dazu wurde auch der Gleisplan des Bahnhofs verändert: Zur Sicherung gegen unerlaubte Zugfahrten, speziell gegen Nachfahrten Richtung Bahnhof Berlin-Wannsee, wurden in die durchgehenden Hauptgleise Schutzweichen eingefügt. Über den Bahnhof verkehrten die meisten, zeitweise sogar sämtliche, Reisezüge zwischen der Viersektorenstadt und dem Westen Deutschlands.
Am 1. April 1962 kollidierte ein aus dem Bahnhof Werder (Havel) nach Westen ausfahrender Personenzug mit einer rangierenden Lokomotive. Dabei wurden sieben Fahrgäste schwer und weitere leicht verletzt.
Erst 1976 gelang die vollständige Wiederherstellung des zweiten Streckengleises zwischen Magdeburg und Werder (Havel).
Bis 1983 wurde mit 64 Millionen DM aus Mitteln der Bundesrepublik Deutschland die Strecke Berlin-Wannsee bis Griebnitzsee sowie zwischen Potsdam Stadt und Werder zweigleisig ausgebaut und modernisiert. Der Streckenabschnitt zwischen dem Abzw. Kohlhasenbrück bzw. Griebnitzsee und Berlin-Wannsee, der von der Bahnstrecke Berlin–Blankenheim mitbenutzt wird, wurde betrieblich weiter wie zwei parallele eingleisige Strecken behandelt.

### Entwicklung seit 1989

Verkehrsprojekte Deutsche Einheit (Übersichtskarte)

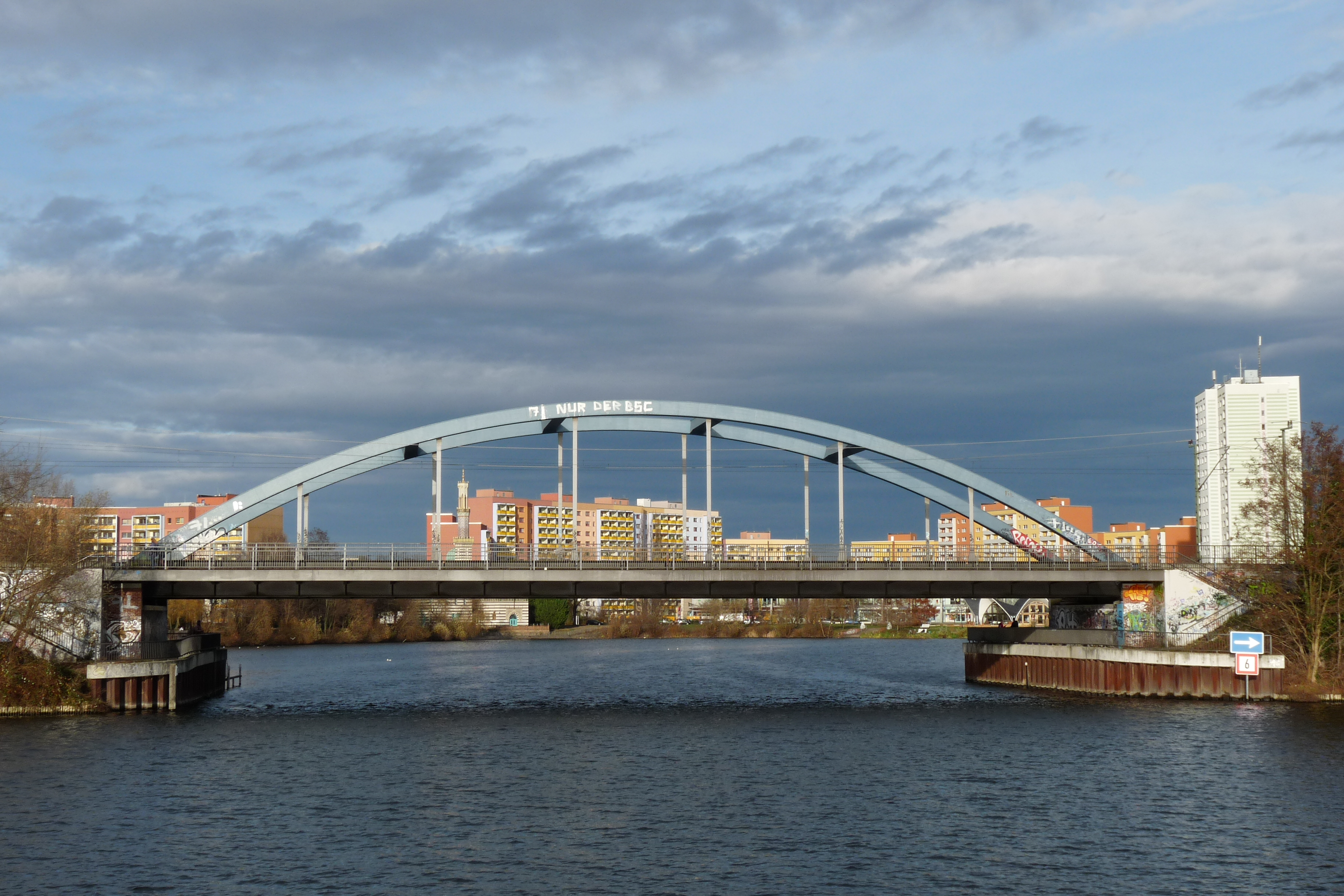
Eisenbahnbrücke über die Neustädter Havelbucht in Potsdam

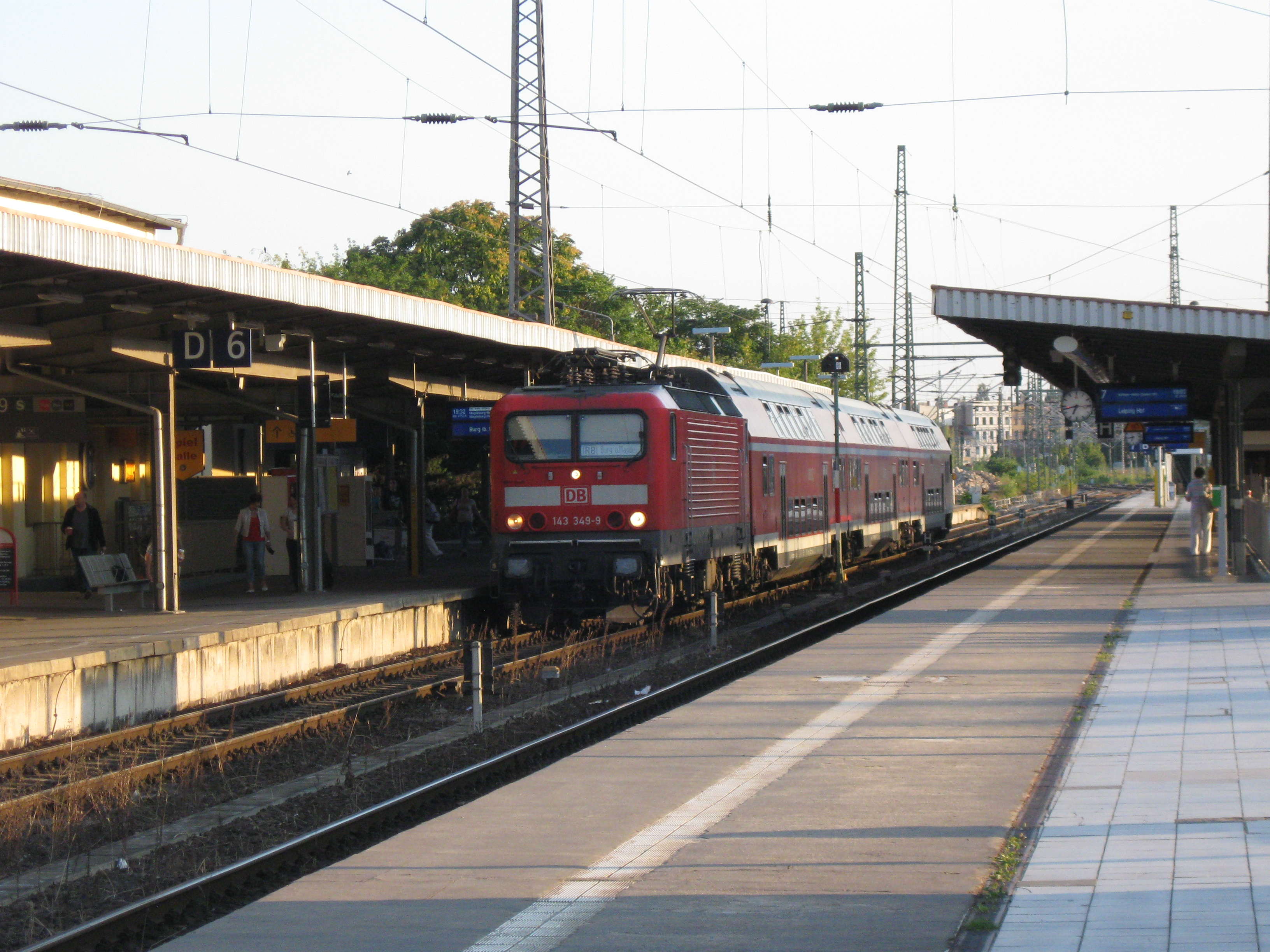
Regionalbahn nach Burg im Hauptbahnhof Magdeburg (2012)

Noch mit Dieseltraktion fuhr 1991 der erste Intercity von Hannover über Braunschweig und Magdeburg nach Berlin.
Unmittelbar nach der Wiedervereinigung wurde als „Verkehrsprojekt Deutsche Einheit Nr. 5“ ein Ausbau der Strecke Helmstedt–Magdeburg–Berlin in Angriff genommen. Ziel war die Herstellung einer leistungsfähigen Verbindung zwischen den Landeshauptstädten Magdeburg und Potsdam sowie der künftigen Bundeshauptstadt Berlin. Außerdem sollte der ehemals grenzüberschreitende Abschnitt bis Helmstedt modernisiert und die Lücke in der Elektrifizierung geschlossen werden. Geplant war ein durchgängiger Ausbau für eine Geschwindigkeit von 160 km/h inkl. der nötigen Bahnstromleitung.
Bereits 1993 war der Streckenabschnitt Helmstedt–Magdeburg auf 160 km/h ausgebaut und elektrifiziert. Mit der Fertigstellung der Elektrifizierung des Streckenabschnitts Potsdam-Griebnitzsee–Brandenburg an der Havel–Biederitz im Dezember 1995 konnten die ICE-Züge fortan den direkten Weg über Brandenburg an der Havel nehmen, und der Umweg über Bad Belzig und Güterglück konnte entfallen. Gleichzeitig wurde die Strecke für eine Höchstgeschwindigkeit von 160 km/h ertüchtigt. Für Potsdam und Brandenburg an der Havel bedeutete dieser Tag den Einstieg in das ICE-Zeitalter. Die Eisenbahnbrücken über die Neustädter Havelbucht in Potsdam mussten ersetzt werden, wobei die größere der beiden Brücken durch eine neue 57 Meter lange Stabbogenbrücke ersetzt wurde, die am 10. Mai 1995 eingeschifft wurde. Sie ersetzte die bereits 90 Jahre alte stählerne Fachwerkbrücke.
Mit Eröffnung der nördlicher gelegenen Schnellfahrstrecke Hannover–Berlin im Jahr 1998 verlagerte sich der Fernverkehr auf diese Strecke, und die Anzahl der Fernzüge auf der Strecke über Potsdam und Magdeburg verringerte sich stark. Magdeburg und Potsdam werden beim Stand 2016 neben Nahverkehrs- und Regionalzügen auch von einigen EC-/IC-Zügen bedient.
Im Jahr 1999 wurde der neue Potsdamer Hauptbahnhof eröffnet, der über sechs Gleise (davon zwei für die Berliner S-Bahn) verfügt und ferner auch vielzählige Einkaufsmöglichkeiten bietet. Im Zuge der Bauarbeiten verschwanden auch die Anlagen des früheren Potsdamer Güterbahnhofs, die sich nördlich des Personenbahnhofs befanden. Zwischen den Fernbahngleisen wurde der frühere Bahnsteigtunnel durch einen neuen an anderer Stelle ersetzt, der aber bisher für Reisende gesperrt ist. Der Zugang zu den Gleisen wird allein durch die Bahnhofspassage ermöglicht. Es verblieben bis 2005 zwei ICE-Zugpaare von Berlin nach Düsseldorf, die ab 2005 aus dem Wagenpark der vorherigen Metropolitan-Züge gebildet wurden. Ferner verkehrten auf dem Streckenabschnitt Berlin–Potsdam die zweistündlich verkehrenden Intercitys von Stralsund nach Dortmund über Halle (Saale), die erst mit Eröffnung des neuen Hauptbahnhofs in Berlin direkt durch den Nord-Süd-Tunnel über Ludwigsfelde geführt wurden.
Von 2011 bis 2013 wurden die an der westlichen Bahnhofseinfahrt von Biederitz gelegenen Stahlbrücken über den Elbe-Umflutkanal durch einen Neubau ersetzt. Die etwa 80 Jahre alte Konstruktion konnte nur mit einer Höchstgeschwindigkeit von 50 km/h befahren werden. Die Planungen für den Neubau wurden im Jahr 2010 abgeschlossen, Anfang des Jahres 2011 begannen die Bauarbeiten. Im November 2013 wurde die Brücke vollständig in Betrieb genommen.
Im Fernverkehr sind heute drei tägliche Intercity-Zugpaare auf der Strecke verblieben. Zudem verkehrt nachts ein ICE-Zugpaar auf der Strecke. An Wochenenden verkehrt auf der Relation Berlin–Potsdam–Magdeburg–Halberstadt–Thale / Goslar ein Zugpaar der Regionalverkehre Start Deutschland (bis Dezember 2024: Abellio Rail Mitteldeutschland) als Harz-Berlin-Express.
Im Nahverkehr verkehrt die Linie RE 1 zwischen Cottbus, Frankfurt (Oder), Berlin, Potsdam und Magdeburg. Zwischen Frankfurt (Oder), Berlin und Brandenburg Hbf verkehren pro Stunde zwei Züge. In der Hauptverkehrszeit wird das Angebot zwischen Berlin und Brandenburg Hbf auf drei Züge pro Stunde verdichtet. Auf dem Abschnitt westlich von Brandenburg Hbf besteht ein Stundentakt nach Magdeburg. Zwischen Burg und Magdeburg verkehrt zusätzlich die RB 40, welche im Gegensatz zum RE 1 die Stationen Herrenkrug, Möser und Gerwisch bedient. Diese Linie verkehrt werktags hauptsächlich stündlich, am Wochenende alle zwei Stunden. Montags bis Freitags verkehrt in der Hauptverkehrszeit ein Zug der RB 40 bereits ab Genthin. Zwischen Potsdam und Berlin verkehrt zusätzlich die Linie S7 der Berliner S-Bahn im 10-Minuten-Takt.

## Bedeutende Neben- und Anschlussbahnen

### Goerzbahn
Abzweigend vom Bahnhof Berlin-Lichterfelde West existiert eine 1905 errichtete Anschlussbahn zum Zehlendorfer Ortsteil Schönow am Teltowkanal, die die dort gelegenen Industrieanlagen am Teltowkanal anschließt. Der Betrieb auf der zunächst von der Zehlendorfer Eisenbahn- und Hafen-AG (ZEUHAG) betriebenen Strecke wurde mit von Pferden gezogenen Wagen durchgeführt. Ab 1908 setzte man zudem auch feuerlose Lokomotiven ein. Während des Ersten Weltkriegs kam die erste Dampflokomotive zum Einsatz, und der Betrieb wurde von der Firma C. P. Goerz übernommen. Auf der Goerzbahn wurde fortan auch Personenverkehr durchgeführt, der erst während des Zweiten Weltkriegs eingestellt wurde.
Die Strecke diente bis 2018 als Anschlussbahn für den Güterverkehr, wobei von einem Automobilzulieferer (APCB Berlin GmbH & Co., vormals Visteon Deutschland GmbH) Ganzzüge mit Karosserieteilen zum Fordwerk in Köln verkehrten. Auf der Anschlussbahn kamen Rangierlokomotiven der Baureihe 365 – mit gelber Rundumleuchte versehen – zum Einsatz, ab Lichterfelde West Lokomotiven der Baureihe 232.

### Umgehungsbahn
Ab etwa 1900 bestand großer Bedarf zur Entlastung der Bahnstrecken um Berlin vom zunehmenden Güterverkehr. Außerdem war es von strategischer Bedeutung, eine Umgehungsbahn um Berlin herum einzurichten. Von Jüterbog kommend verläuft die Strecke über Seddin zum Bahnhof Wildpark, wo das Gleis in die Berlin-Potsdam-Magdeburger Eisenbahn mündet. Wenige Kilometer weiter westlich zweigt die Strecke in nördliche Richtung über Golm nach Wustermark und Kremmen. Der nördliche Teil gehört seit 1957 zum Berliner Außenring und verfügt über eine hohe Zugdichte, vor allem im Güterverkehr. Außerdem verkehrt hier die Regionalbahn-Linie 21 von Potsdam Hbf nach Berlin-Gesundbrunnen im Stundentakt. Hinzu kommen die wochentags stündlich verkehrenden Regionalzüge des RB 20 von Potsdam-Griebnitzsee nach Oranienburg über Hennigsdorf.
Der südliche Teil wird heute von der Regionalbahn-Linie 23 stündlich befahren, bis 2006 zusätzlich von den Intercitys nach Leipzig und Halle (Saale). Für den Güterverkehr hat der Streckenabschnitt nur geringe Bedeutung, manchmal werden Güterzüge von Seddin nach Magdeburg über die Umgehungsbahn umgeleitet. In der Regel nutzen diese Züge jedoch den Berliner Außenring.

### Berliner Außenring
Der bis zum 30. September 1956 fertiggestellte Berliner Außenring (BAR) stellt einen kompletten Ring um West-Berlin dar. Zum Teil wurde der bereits bestehende Güteraußenring (GAR) mitgenutzt, zwischen Werder und Saarmund entstand ein Neubauabschnitt mit Querung des Templiner Sees (Havel).
Zu DDR-Zeiten hatte der Berliner Außenring eine erhebliche Bedeutung für den Fern- und Güterverkehr. Nahezu alle Fernzüge, sofern nicht als Interzonenzüge über Griebnitzsee geführt, zweigten in Werder von der Hauptstrecke Magdeburg–Brandenburg–Potsdam auf den Berliner Außenring, um West-Berlin südlich zu umgehen. Die Strecke gehörte zu den am stärksten belasteten Strecken im Netz der Deutschen Reichsbahn. Im Nahverkehr verkehrten die sogenannten „Sputnik-Züge“ im Stundentakt zwischen Werder und Berlin-Karlshorst. Einige dieser Züge wurden bis Brandenburg an der Havel durchgebunden.
Mit Eröffnung des Potsdamer Hauptbahnhofs (heute Bhf Potsdam Pirschheide) 1956 und Errichtung der Berliner Mauer am 13. August 1961 verlor der Stadtbahnhof (heute Potsdam Hauptbahnhof) fast jegliche Bedeutung für den Personenverkehr. Lediglich Leichttriebwagen verkehrten zwischen Werder (Havel) und Potsdam-Babelsberg, ferner wenige Züge in Richtung Jüterbog und Brandenburg an der Havel.
Mit Grenzöffnung 1989 sowie der Sanierung der Berliner Stadtbahn bis 1997 veränderte sich das Verhältnis grundlegend, so dass der am BAR gelegene obere Teil des Bahnhofs Pirschheide heute nicht mehr von Personenzügen bedient wird. Für den Güterverkehr hat der BAR weiterhin einen hohen Stellenwert, sowohl für Züge zum Rangierbahnhof Seddin als auch für die internationalen Güterzüge Westdeutschland–Polen.

### Lehniner Kleinbahn
Zwischen Oktober 1899 und Dezember 1965 (Personenverkehr) bzw. Oktober 1967 (Güterverkehr) bestand vom Bahnhof Groß Kreutz ausgehend eine zwölf Kilometer lange Lehniner Kleinbahn nach Lehnin über Nahmitz.

### Die Brandenburgische Städtebahn

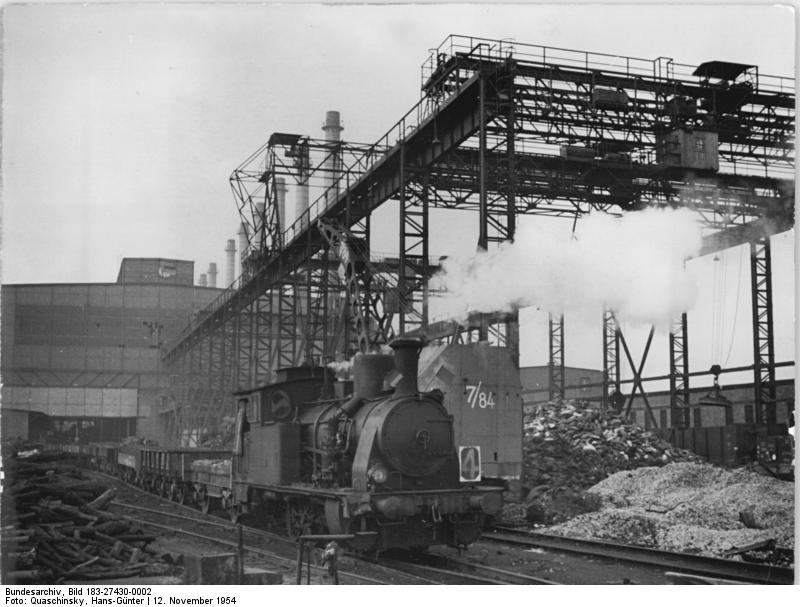
Für ein erhebliches Güterverkehrsaufkommen sorgte das Stahl- und Walzwerk Brandenburg an der Havel

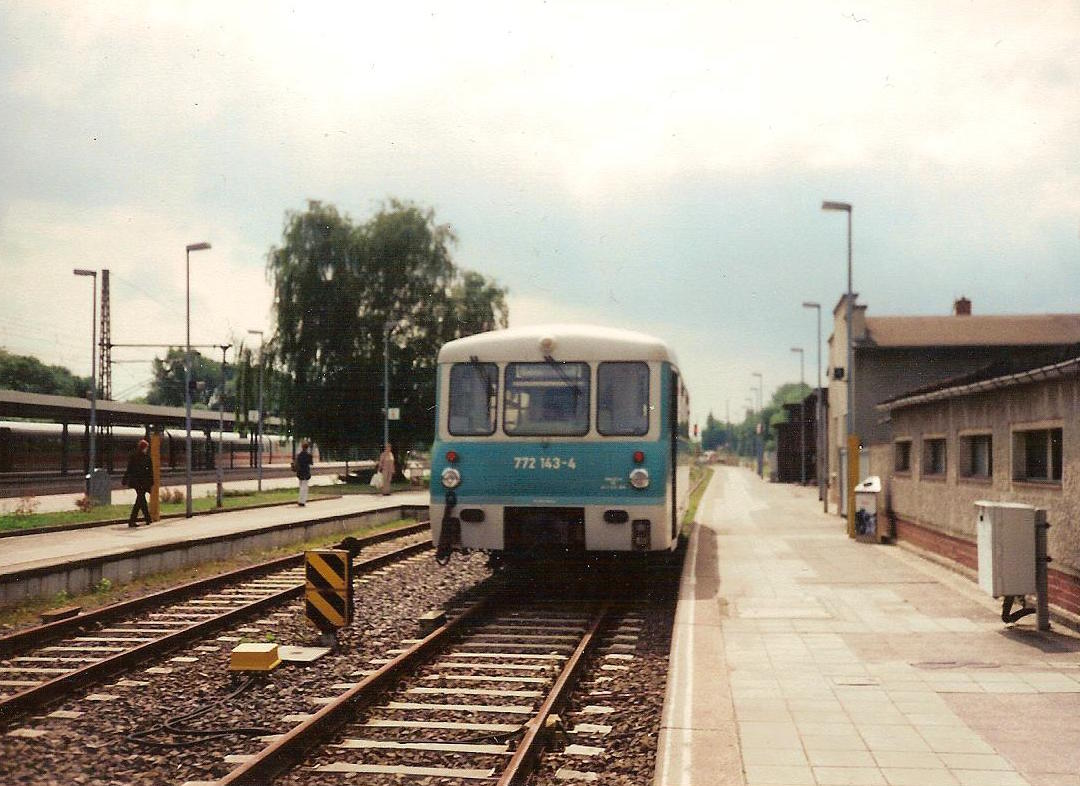
Regionalbahn nach Belzig in Brandenburg Hbf mit haltendem ICE im Hintergrund (Sommer 2000)

Bedeutendes Güteraufkommen war und ist von und zur Brandenburgischen Städtebahn zu verzeichnen, die ihrerseits unweit des Bahnhofs Brandenburg an der Havel-Altstadt umfangreiche Anschlussgleise bis 1945 zum Eisen- und Stahlwalzwerk Philipp Weber, ab 1950 zum VEB Stahl- und Walzwerk Brandenburg und gegenwärtig zur Brandenburger Elektrostahlwerk GmbH sowie zum städtischen Hafen bedient.

### Kleinbahnen in Genthin und Güsen
Von den Bahnhöfen Genthin und Güsen gab es verschiedene Nebenbahnen, die das Jerichower Land erschlossen.
Von Genthin aus bestanden Nebenbahnen nach Sandau über Jerichow, von Güsen aus nach Ziesar sowie Jerichow. All diese Nebenbahnen wurden von der Genthiner Eisenbahn AG betrieben und gelangten nach 1949 zur Deutschen Reichsbahn. Sämtliche dieser Nebenstrecken wurden bis heute im Personenverkehr und bis auf kurze Abschnitte auch im Güterverkehr stillgelegt.
In Genthin selbst entstanden neben einer Schiffswerft auch Ziegeleien sowie holzverarbeitende Betriebe, die Güteraufkommen generierten. Außerdem bestand hier eine große Zuckerraffinerie sowie ein Waschmittelwerk.
Südlich von Güsen entstand ab 1917 eine Sprengstofffabrik, außerdem gab es ein Betonschwellenwerk.

### Sonstiges Güteraufkommen
Neben den bereits genannten Quellen und Zielen für Fracht entlang der Hauptlinie gab bzw. gibt es auch an verschiedenen anderen Bahnhöfen ein hohes Güteraufkommen.

#### Burg (bei Magdeburg)
In Burg wurde 1883 die Schuhfabrik Tack u. Cie gegründet, die bis zum Zweiten Weltkrieg zum größten Schuhfabrikanten in Europa heranwuchs. Zum örtlichen Schlachthof, der 1899 errichtet wurde, gab es große Lieferungen von Vieh.

## Fahrzeugeinsatz
Die ersten, als „Dampfwagen“ bezeichneten Lokomotiven, lieferte Robert Stephenson aus Newcastle upon Tyne. Die sechs Maschinen wurden in Einzelteilen geliefert und in einer kleinen Werkstatt in Potsdam, der Keimzelle des späteren Ausbesserungswerks, zusammengebaut. Mit ihnen kam William Turner nach Preußen, der die Werkstatt leitete und bis 1881 in Potsdam tätig blieb. Die dreiachsigen Loks mit der Achsfolge 1A1 erhielten die Namen Adler, Mercur, Pegasus, Iris, Hercules und Bär. Weitere sieben Maschinen, die 1839 hinzukamen, stammten von Longridge & Co., Charles Tayleur & Co. (beide ebenfalls Vereinigtes Königreich) und W. Norris (Philadelphia). Bereits 1845 wurden die beiden US-amerikanischen Loks mit der Achsfolge 2A wieder ausgemustert. Die englischen Lokomotiven, von denen um 1860 acht in C-gekuppelte Rangierloks umgebaut wurden, schieden zwischen 1870 (Minerva) und 1884 (Iris und Jupiter) aus dem Bestand.
Vor den „Localzügen“ zwischen Berlin und Potsdam liefen im späten 19. Jahrhundert Tenderlokomotiven mit der Achsfolge B1n2, so die 1877 bei Borsig entstandene Lok Wannsee.
Nach 1920 fanden auf der Strecke viele Versuchsfahrten des Lokomotiv-Versuchsamts Grunewald statt. Der Schnellzugverkehr wurde zunehmend von der Baureihe 01 bestritten.
Am 19. Juni 1942 sind Probefahrten mit der Dampfmotorlok 19 1001 zwischen Potsdam und Kirchmöser belegt.
Die Regionalzüge wurden auch nach der Wende zunächst durch die Lokomotiven der DR-Baureihe V 180 gezogen, die ab etwa 1993 durch die Baureihen 232 und 234 ersetzt wurden. Diese Loks kamen nun sowohl für die durchgehenden Regionalexpress-Züge als auch im Fernverkehr zum Einsatz. Mit der Elektrifizierung im Dezember 1995 wurden die Dieselloks durch die Baureihen 112 sowie 143 abgelöst.
Im Fernverkehr waren verschiedene Lokomotivbaureihen zu beobachten, vor allem die Baureihen 103, 111 sowie 112. Seit etwa 1998 kamen ausschließlich Lokomotiven der Baureihe 101 zum Einsatz.
Mit Einführung des unter der Marke RE 160 verkehrenden Regional-Express 1 zwischen Frankfurt (Oder) und Magdeburg im Jahr 1997 verkehren seither klimatisierte Doppelstockwagen Görlitzer Bauart auf dieser Linie. Auf dem Abschnitt Burg (b Magdeburg)–Magdeburg verkehrten bis Dezember 2008 Elektrotriebwagen der Baureihe 425 als Regionalbahn nach Braunschweig. Seit Dezember 2008 kommen hier modernisierte Doppelstockwagen, gezogen von Lokomotiven der Baureihe 143, zum Einsatz.
Auf der damaligen IRE-Linie 25 (Magdeburg–Berlin) wurden 2011 und 2012 aus einer Lokomotive der Baureihe 112 und drei neuen Doppelstockwagen gebildete Zugverbände eingesetzt. Der so genannte Magdeburg-Berlin-Express wurde zum 10. Dezember 2012 eingestellt.

## Zukunft

### Bahnsteigverlängerungen
Im Infrastrukturprogramm i2030 wird die Verlängerung der Bahnsteige der Verkehrsstationen im Brandenburger Abschnitt vorangetrieben. Bis Dezember 2022 wurden einige Bahnsteige für den Einsatz von 160 Meter langen Zügen des Typs Siemens Desiro HC in einer ersten Baustufe verlängert. In einer zweiten und dritten Baustufe werden die Bahnsteige einiger Verkehrsstationen auf 220 Meter verlängert, um auf der Linie RE 1 zwischen Brandenburg Hbf und Frankfurt (Oder) längere Züge mit rund 800 Sitzplätzen einsetzen zu können und alle Verkehrsstationen mindestens zwei Mal pro Stunde zu bedienen. Eine Finanzierungsvereinbarung für die Vorplanung bis zur Genehmigungsplanung über rund 7 Millionen Euro wurde Ende 2020 unterzeichnet. Im Jahr 2025 werden die ersten beiden Stationen, Potsdam Park Sanssouci und Hangelsberg, dementsprechend ausgebaut.

### Planung zum Wiederaufbau der Stammbahn

#### Ausgangssituation
Kurz nach dem Berliner Mauerfall gab es bereits erste Pläne zur Wiedereröffnung der stillgelegten Strecken der Stammbahn. Beim Bau der neuen Nord-Süd-Fernbahn für den Fern- und Regionalverkehr mit dem Tunnel unter dem Tiergarten wurden auch entsprechende Bauvorleistungen getroffen, um später einmal direkt auch Züge der Stammbahn in den Tunnel leiten zu können. Mit der Stammbahn würde eine durchgehende Verbindung der Bahnstrecken aus Stralsund, Rostock oder auch Stettin über den Berliner Norden und Hauptbahnhof, Zehlendorf und Potsdam bis nach Magdeburg entstehen, womit diese auch von überregionaler Bedeutung wäre.
In einer Wirtschaftlichkeitsuntersuchung vom April 2008 kam das Münchener Büro Intraplan im Auftrag des Brandenburger Ministeriums für Infrastruktur und Raumordnung zu dem Schluss, dass sich der Wiederaufbau der Stammbahn als Regionalbahnstrecke Berlin Hauptbahnhof–Potsdamer Platz–Zehlendorf–Dreilinden (Europarc)–Griebnitzsee mit geschätzten Kosten von 175 Millionen Euro nicht lohne, da das Kosten-Nutzen-Verhältnis nach der Standardisierten Investitionsbewertung bei nur 0,7 läge (lohnend und förderfähig bei Werten ab 1). In der Folgezeit haben sich allerdings die Prämissen stark gewandelt, denn sowohl Berlin und Potsdam als auch Kleinmachnow/Teltow/Stahnsdorf weisen starkes Bevölkerungswachstum auf, und die Strecke würde obendrein die inzwischen ausgelastete Berliner Stadtbahn wirksam entlasten. Die beiden Bahnchefs der beteiligten Bundesländer befürworten deshalb den Wiederaufbau, während Landesregierung und Senat eine neue Wirtschaftlichkeitsuntersuchung anstrebten.
Im Mai 2022 verkündeten die Brandenburgische Landesregierung und der Berliner Senat in einer gemeinsamen Erklärung, dass die Stammbahn im Rahmen des Infrastrukturprogramms i2030 als Regionalbahnstrecke wieder aufgebaut werden soll, dieses Vorhaben wird so auch durch die Deutsche Bahn unterstützt. Als Zeithorizont für die Inbetriebnahme der Strecke rechnet der Fahrgastverband Igeb mit der 2. Hälfte der 2030er Jahre.
Ende 2024 wurde das Ingenieurbüro AFRY mit der Durchführung der Vorplanung beauftragt.

#### Abschnitt Gleisdreieck–Zehlendorf
Der gesamte Stammbahnabschnitt zwischen dem Gleisdreieckgelände und dem Bahnhof Zehlendorf müsste für den Regionalverkehr ausgebaut werden. Dazu wäre – bei zweigleisigem Fernbahnausbau – eine Verbreiterung der Trasse notwendig, um den heute notwendigen Gleisabstand realisieren zu können. Weiterhin wäre ein Großteil der Straßenbrücken zu erneuern und anzuheben (einschließlich Veränderung der Straßenzufahrten), da die Durchfahrtshöhen nicht für den elektrischen Betrieb ausreichen. Andere Eisenbahnbrücken müssten aufgrund Überalterung oder unzureichender Gleisabstände erneuert werden.

#### Abschnitt Zehlendorf–Düppel

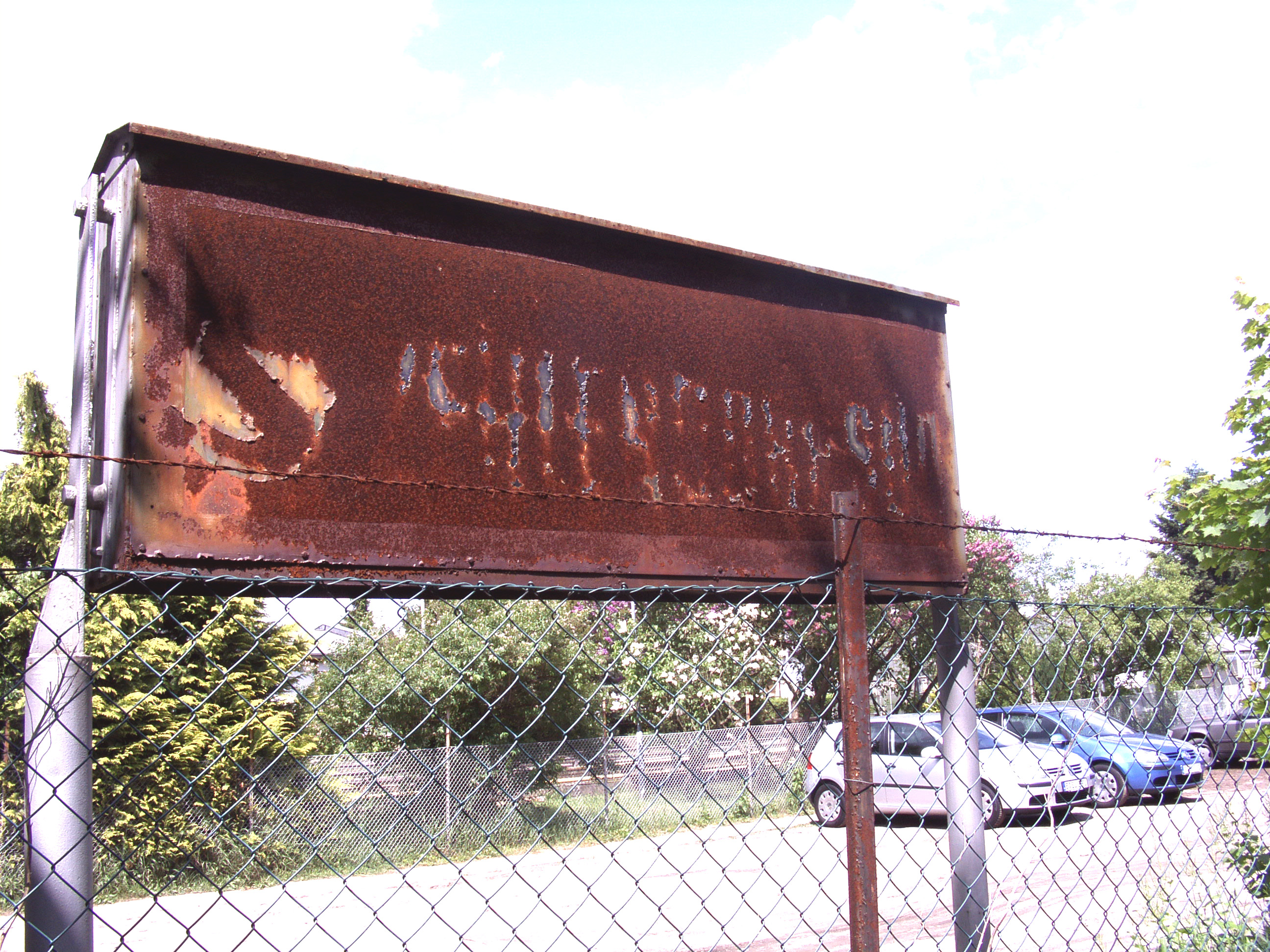
Schild am Bahnhof Zehlendorf Süd

Der Abschnitt zwischen den Bahnhöfen Zehlendorf und Düppel müsste neu aufgebaut werden. Hier wäre zu klären, ob an den Kreuzungen mit der Clauertstraße und der Benschallee technisch gesicherte Bahnübergänge oder Brückenbauwerke (in Verbindung mit einem neu herzustellenden Damm oder Trogbauwerk der Strecke bzw. Überführungen oder Unterführungen der Straßen) vorgesehen werden. Erfahrungen aus ähnlichen Reaktivierungsvorhaben, wie der Ausbau der Dresdener Bahn in Berlin-Lichtenrade zeigen, dass solche Vorhaben nicht kurzfristig umzusetzen sind. Man rechnet mit einer mindestens zehnjährigen Bauzeit, die sich an ein Planfeststellungsverfahren anschließen würde. Eine Flexibilisierung des Bahnverkehrs zwischen der parallel verlaufenden Wetzlarer Bahn und der Stammbahn wird wegen Überlastung der Stadtbahn, in die die Wetzlarer Bahn mündet, und wegen zeitweise notwendiger Betriebseinschränkungen, besonders ab etwa 2030 für wichtig gehalten. Als Übergangslösung hält die Deutsche Bahn eine Verlängerung der Regionalbahnlinie 33 von Jüterbog über die vorhandenen Gleise bis Rathaus Steglitz für machbar. Für drei Millionen Euro müssten ein neuer Bahnsteig gebaut und neue Signaltechnik installiert werden. Die Senatsverwaltung für Umwelt, Verkehr und Klimaschutz lehnt den Vorschlag der Übergangslösung ab, da Aufwand und Nutzen in keinem vernünftigen Verhältnis stehen würden. Die Finanzmittel sollten für sinnvolle Verkehrsleistungen ausgegeben werden.

#### Abschnitt Düppel–Griebnitzsee
Der Streckenabschnitt zwischen den Bahnhöfen Düppel und Griebnitzsee ist zwar noch als Eisenbahnstrecke gewidmet, die Gleisanlagen und Teile des Unterbaus sind aber im Rahmen der Grenzsicherungsmaßnahmen der DDR entfernt und abgetragen worden. Dieser Streckenabschnitt müsste vollständig neu aufgebaut werden. Größere Brückenbauwerke sind an der Kreuzung mit der A 115, am Teltowkanal und im Ostbereich des Bahnhofs Griebnitzsee zu erstellen.
Der ehemalige S-Bahnhof Düppel könnte für Kleinmachnow Bedeutung erlangen; wegen seiner Randlage allerdings eher als Umsteigepunkt zu Regionalbuslinien oder in Verbindung mit Bike & Ride-Plätzen. Ein Haltepunkt Zehlendorf Süd hat dagegen ein ausreichendes Einzugsgebiet (allerdings weitgehend in offener Bauweise). Zusätzliche Haltepunkte beispielsweise in Kleinmachnow Nordwest in Höhe des verlängerten Schleusenweges oder am Europarc Dreilinden wären in ihren Nutzungsmöglichkeiten zunächst zu untersuchen. Dieser Bereich ist vermutlich mit Buslinien besser zu erschließen, der Europark könnte wegen der hervorragenden Erreichbarkeit über die Autobahn für Park-and-ride-Konzepte attraktiv sein.

#### Verknüpfungen mit dem Berliner Nahverkehrsnetz
Verknüpfungen mit dem Berliner Nahverkehrsnetz ergäben sich in Richtung Norden ab dem Bahnhof Zehlendorf und in Richtung Westen ab dem Bahnhof Griebnitzsee.
Pläne zur Verlängerung der bestehenden S-Bahn-Strecke von Teltow Stadt über Stahnsdorf und die dortige alte Friedhofsbahn bis nach Dreilinden (Europarc) würden die Stammbahn an dieser Stelle mit der S-Bahn-Linie S25 verknüpfen, die als sog. „Ringschluss“ sogar bis zum Bahnhof Wannsee verlängert werden könnte.
Ältere Planungen, die Zehlendorfer U-Bahn-Strecke (heute Linie U3) über Mexikoplatz hinaus nach Süden zu verlängern, würden eine Verknüpfung am Bahnhof Düppel ermöglichen, wozu es aber auch bei der U-Bahn aktuell kein konkretes Vorhaben gibt.

#### Zwischennutzungsbestrebung als Radschnellweg
Im Sommer 2015 unterbreitete das Innovationszentrum für Mobilität und gesellschaftlichen Wandel (InnoZ) den Vorschlag, die Trasse zwischen Potsdamer Platz und Lichterfelde West als Radschnellweg zu nutzen.
Dies war als Zwischennutzung gedacht, die Widmung als Bahntrasse sollte erhalten bleiben. Kritiker befürchteten jedoch, dass durch solch eine Fremdnutzung der Wiederaufbau der Bahn praktisch endgültig verhindert werden würde.
Im Jahr 2017 wurde die Idee durch den Berliner Senat abschließend verworfen.